# Auf der Suche nach der verlorenen Zeit

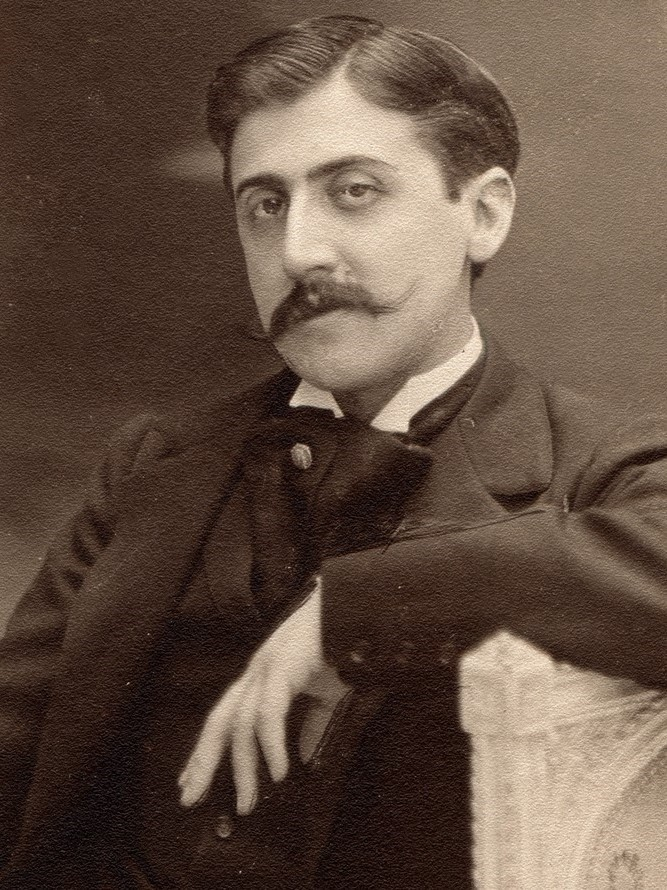
Marcel Proust (1895, Fotografie von Otto Wegener)

Auf der Suche nach der verlorenen Zeit (französischer Originaltitel: À la recherche du temps perdu, erschienen zwischen 1913 und 1927) ist ein siebenteiliger Roman von Marcel Proust. Er ist als fiktionale Autobiographie geschrieben, schildert die Erinnerungen des Ich-Erzählers an sein Leben, die vielfach von Prousts eigenen Erlebnissen inspiriert sind. Das detailreiche Heraufbeschwören der Vergangenheit mittels „unwillkürlicher Erinnerungen“ (und damit der Prozess des Schreibens) wird zur allegorischen Suche nach der Wahrheit, die Berufung des Ich-Erzählers zum Schriftsteller damit zum unsichtbaren Kern der Erzählung. Die Romanfolge entfaltet ein großes Gesellschaftspanorama im Paris des Fin de siècle und ist das Hauptwerk der französischen Romanliteratur des frühen 20. Jahrhunderts.
Als Proust im Januar 1909 einen Zwieback, welcher im Roman zu einer Madeleine wird, in seinen Tee tauchte, wurde er unwillkürlich in seine Kindheit zurückversetzt. Im Juli desselben Jahres zog er sich von der Welt zurück, um seinen Roman zu schreiben, von dem der erste Entwurf im September 1912 fertiggestellt wurde. Der erste Band Du côté de chez Swann (1913; deutsch: In Swanns Welt, auch: Auf dem Weg zu Swann) wurde von Verlagshäusern aus verschiedenen Gründen abgelehnt und erschien auf eigene Kosten im November 1913. Zu diesem Zeitpunkt waren von Proust nur drei Bände geplant.
Während der Kriegsjahre überarbeitete Proust den Rest seines Werkes, vertiefte seine Empfindungen, Struktur und Interpretation, entwickelte die realen und satirischen Elemente weiter und verdreifachte seine Länge. Auf diese Weise verwandelte er es zu einer der tiefgründigsten Leistungen der menschlichen Vorstellungskraft. Im Juni 1919 erschien À l’ombre des jeunes filles en fleurs (1919; Im Schatten junger Mädchenblüte) zeitgleich mit einer Neuauflage von Swann. Im Dezember 1919 erhielt À l’ombre den Prix Goncourt und machte Proust auf einen Schlag berühmt. Zwei weitere Bände wurden noch zu Lebzeiten veröffentlicht und profitierten von seiner letzten Überarbeitung: Le Côté de Guermantes (1920/1921; Die Welt der Guermantes) und Sodome et Gomorrhe (1921/1922; Sodom und Gomorra). Die letzten drei Teile von À la recherche erschienen posthum in einer fortgeschrittenen, aber noch nicht fertigen Bearbeitung: La Prisonnière (1923; Die Gefangene), Albertine disparue (1925; Die Entflohene) und Le Temps retrouvé (1927; Die wiedergefundene Zeit). Die erste zuverlässige Gesamtausgabe erschien erst 1954.

## Handlung
Ein Ich-Erzähler - sein Name Marcel - berichtet von seinem Leben und vom Vorgang des Sich-Erinnerns. Der Roman ist an vielen Stellen autobiographisch inspiriert, bleibt aber insgesamt Fiktion.
Der Roman spielt im Frankreich des Fin de siècle bis in die frühe Zwischenkriegszeit. Der Ich-Erzähler stammt aus einer Familie des Pariser Bürgertums. In seiner Kindheit, deren Erinnerungen er sich wachruft, verbrachte die Familie den Sommer üblicherweise bei den Großeltern auf dem Land, in dem kleinen Ort Combray. Minutiös beschreibt er die Verwandten und Bekannten in ihrem dortigen alltäglichen Dasein, mit ihren Gewohnheiten, Charaktereigenschaften und Gefühlen, von der hinfälligen Tante bis zur bescheidenen Dienstmagd. Darunter lernt er auch Personen kennen, die in seinem weiteren Leben eine Rolle spielen werden, etwa den Kunstliebhaber Swann, dessen Tochter Gilberte oder die lokale Adelsfamilie, die Guermantes.
Als er alt genug ist, einen Beruf zu wählen, weckt ein Theaterbesuch in ihm das Interesse für Kunst und er will Schriftsteller werden. Allerdings hindern ihn seine schwache Gesundheit und seine Trägheit daran, ein literarisches Werk zu schaffen. Er erlebt bei der genauen Beobachtung der Natur aber immer wieder Augenblicke höchster Konzentration, die er gerne verarbeiten würde, nur kommt er niemals dazu.

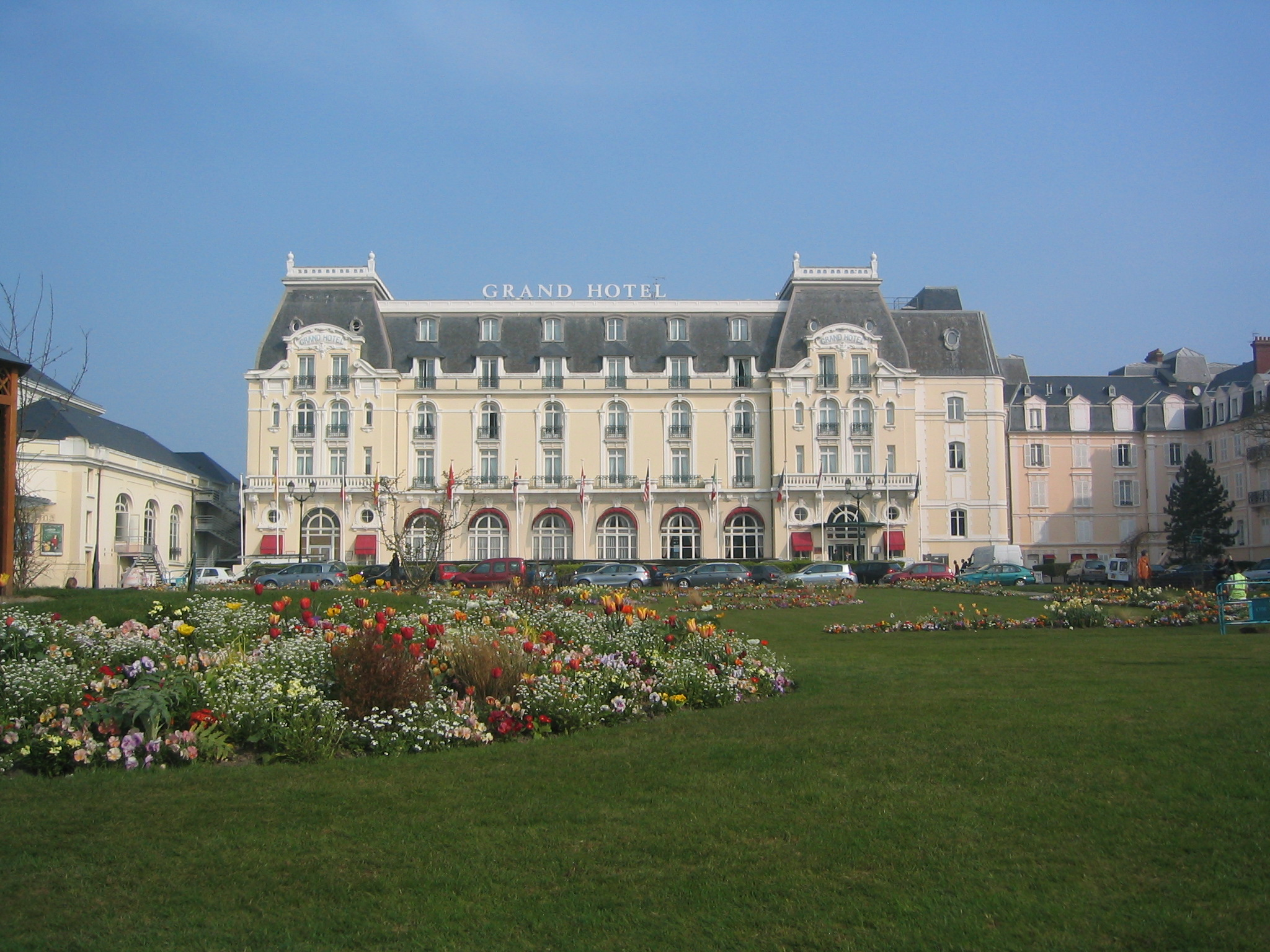
Cabourg (Balbec) Grand Hotel

Der Erzähler verbringt die Sommerfrische in dem fiktiven Badeort Balbec, die zweite Hälfte des zweiten Bandes und ein Großteil des vierten Bandes spielen im dortigen Grandhotel. Vorbild für Balbec ist der Badeort Cabourg an der Küste der Normandie, in dessen Grandhotel Proust häufig an seinem Roman arbeitete.
Hier verliebt sich der Ich-Erzähler erstmals in die junge Albertine. Er freundet sich auch mit dem Marquis Robert de Saint-Loup an, der mit der Familie Guermantes verwandt ist.
In der Folge besucht der Ich-Erzähler gesellschaftliche und literarische Salons, zunächst solche der Bourgeoisie, auch der jüdischen, und findet über Freunde allmählich Zugang in die sonst geschlossenen Zirkel des französischen Adels, für die meisten Menschen eine terra incognita, deren vielfältige Nuancen sich ihm erst langsam erhellen. Aufmerksam und belustigt lernt er die Verachtung kennen, mit der die alten Adelshäuser des Ancien Régime die Noblesse d'Empire behandeln, die unter Napoleon aufgestiegen war. Beide wiederum blicken auf die neureiche Bourgeoisie herab, die infolge der Industrialisierung Frankreichs erst entstanden war, indem sich Handwerker, Kleinhändler oder Geldwechsler aus bescheidenen Anfängen zu Fabrikanten, Großhändlern und (vor allem jüdischen) Bankiers hochgearbeitet hatten. Diese wiederum sind sehr auf Abstand bedacht zum Kleinbürgertum, dem sie eigentlich entstammen, sowie zum Proletariat, dem sie Lohn und Brot geben und das sie ausbeuten. Die Bohème wiederum – Schriftsteller wie der Ich-Erzähler selbst, Musiker, Sänger, Maler, Tänzer – blickt einerseits künstlerisch selbstbewusst auf alles Bourgeoise und Etablierte herab, andererseits bemüht sie sich – finanziell prekär – um Zutritt zu den Salons, wohin nicht nur reichgedeckte Tafeln sie locken, sondern auch die Hoffnung auf einflussreiche Kontakte – besser noch auf Aufträge oder heiratsfähige Töchter.
All dies beobachtet Proust mit scharfem Auge, beschreibt es mit spitzer Feder. Schon Voltaire hatte fürs Ancien Régime die Beziehungen zwischen den Ständen und auch innerhalb der Stände als „Kaskade der Verachtung“ bezeichnet. Niemand hat diese rauschende, schwemmende, sprühende und glitzernde Kaskade jemals mit größerer Präzision und Spitzzüngigkeit beschrieben als Proust in der Recherche. Die genannten Milieus kontrastiert er wiederum mit seiner eigenen väterlichen Familie und ihrem Umkreis, solidem, fleißigem, selbstbewusstem und leicht provinziellem Bildungsbürgertum von Notaren, Ärzten, Apothekern, Ingenieuren usw. Auch hier skizziert er aber feine Nuancen: Während der geschichtsbeflissene Großvater bei seinem Studium der Biographien Großer nicht unempfänglich ist für pikante Details ihres Intimlebens, vertreten die Großmutter und ihre altfräuleinhaften Schwestern unbeugsam idealistische Positionen, halten in stolzem Republikanismus Bürgertugenden hoch und verwerfen jegliche Kunst oder Literatur, die nicht der Hebung der Moral dient. Sie verachten das blasierte, prätentiöse Gehabe der mondänen Zirkel ebenso wie den angestrengten Geltungsdrang der Aufsteiger.

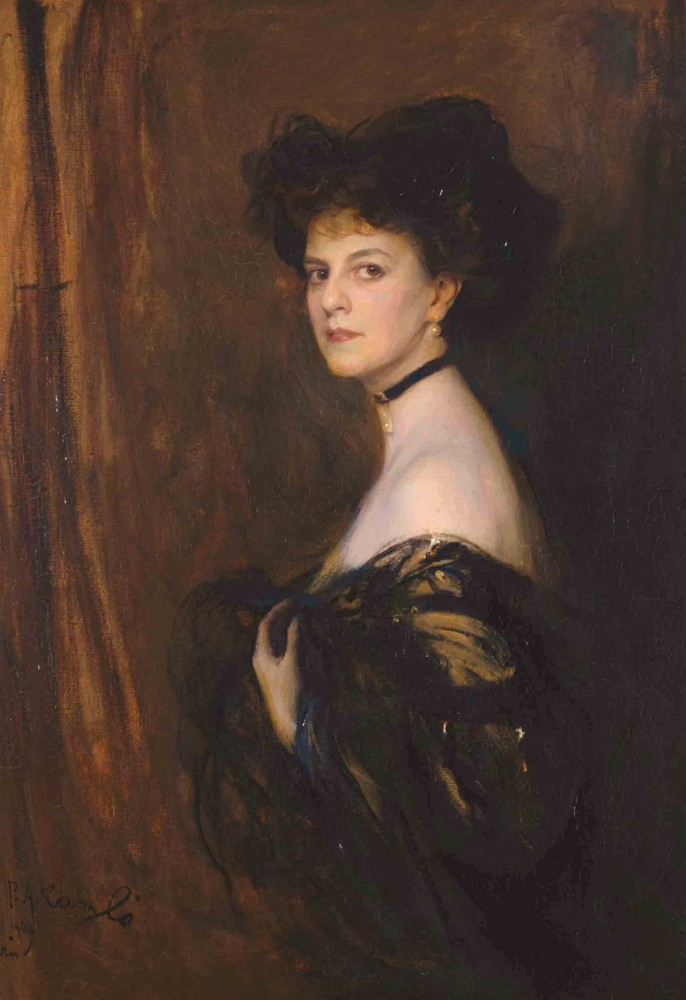
Comtesse Élisabeth Greffulhe, Vorbild für die Herzogin von Guermantes; Gemälde von Philip Alexius de Laszlo, 1905

Während der Ich-Erzähler all diese Milieugrenzen vor allem als Beobachter überquert, gelingt dies anderen Figuren voller Ehrgeiz, wie der Hauptfigur Charles Swann, der als Kunstkenner und -sammler aus wohlhabender jüdischer Wechselhändlerfamilie (wie sein reales Vorbild Charles Haas) zum Habitué der exklusivsten Zirkel des Jockey-Club de Paris aufsteigt und dank perfekten Manieren und erlesenem Geschmack zum engen Freund hoher und höchster Aristokraten wie des Herzogs de La Trémoille, des Grafen von Paris oder des britischen Kronprinzen wird. Im Salon der Herzogin von Guermantes, dem ebenso exklusiven wie snobistischen „Tempel“ der aristokratischen „Welt des Faubourg Saint-Germain“, gelingt es dem jüdischen Parvenü gegen alle Wahrscheinlichkeit, sich zum arbiter elegantiarum aufzuschwingen. Swann wird zum Vertrauten der Herzogin („ihr Lachen klingt wie das Glockenspiel von Brügge“), die sich mit Eleganz, Kunstsinn und Esprit an die Spitze der mondänen Pariser Gesellschaft gesetzt hat, jedoch von ihrem Mann betrogen wird. Proust zeichnet seine Herzogin von Guermantes als eine typische Nachfahrin des Adels des Ancien Régime aus „ultra-legitimistischer“ Familie, die ihre Rivalen nicht etwa in Revolutionären oder Republikanern sieht (mit denen man ohnehin nicht verkehrt), sondern in der napoleonischen Noblesse d’Empire; sie darf daher keinesfalls gemeinsam mit der Prinzessin Mathilde Bonaparte eingeladen werden. Swann verbirgt diese gesellschaftlichen Erfolge jedoch vor den alten Freundeskreisen seiner Familie in Combray, zu denen die Eltern des Ich-Erzählers gehören. Diese hätten sie auch kaum für möglich – ja für ungehörig – gehalten, da sie sich von der Gesellschaft eine „leicht hinduistische Vorstellung“ machten, mit einem undurchdringlichen Kastenwesen. „Sie sahen wie die Eleganz seine Gesichtszüge prägte, die aber an seiner gebogenen Nase haltmachte wie an einer natürlichen Grenze.“
Proust schildert maliziös das leere Geplauder der Salonmenschen, ihre Eitelkeiten und Eifersüchteleien. Politische Entwicklungen tauchen nur im Hintergrund auf, können aber gesellschaftliche Kulissen verschieben. So führt der Ich-Erzähler die Veränderungen vor Augen, die sich innerhalb der konservativ-elitären Gesellschaft im Laufe der Zeit ergeben: Wie ein Kaleidoskop, das gelegentlich gedreht wird, setzt sie sich in immer neuen Mustern zusammen: Waren noch in seiner Kindheit Angehörige des französischen Judentums – ebenso wie Republikaner – aus der „eleganten Gesellschaft“ grundsätzlich ausgeschlossen, fanden beide Gruppen doch allmählich Zugang in diese, bis die Dreyfus-Affäre die Juden wieder ausschloss; die Affäre ermöglicht es gewissen Personen, gesellschaftlich aufzusteigen, während sie andere zum Abstieg zwingt. Doch nachdem viele Juden sich als Frontkämpfer im Ersten Weltkrieg bewährt hatten, wurden sie wieder zugelassen, während ein österreichischer Prinz, der den elegantesten Salon von Paris geführt hatte, obgleich konservativ und ultra-katholisch, plötzlich als „Feind“ dastand. In den Zwischenphasen aber, solange das Kaleidoskop stillsteht, herrscht gesellschaftliche Immobilität und diese erscheint den Beteiligten ebenso unabänderlich und ewig wie der aktuelle Gebrauch von Öllampen und Pferdeomnibussen.

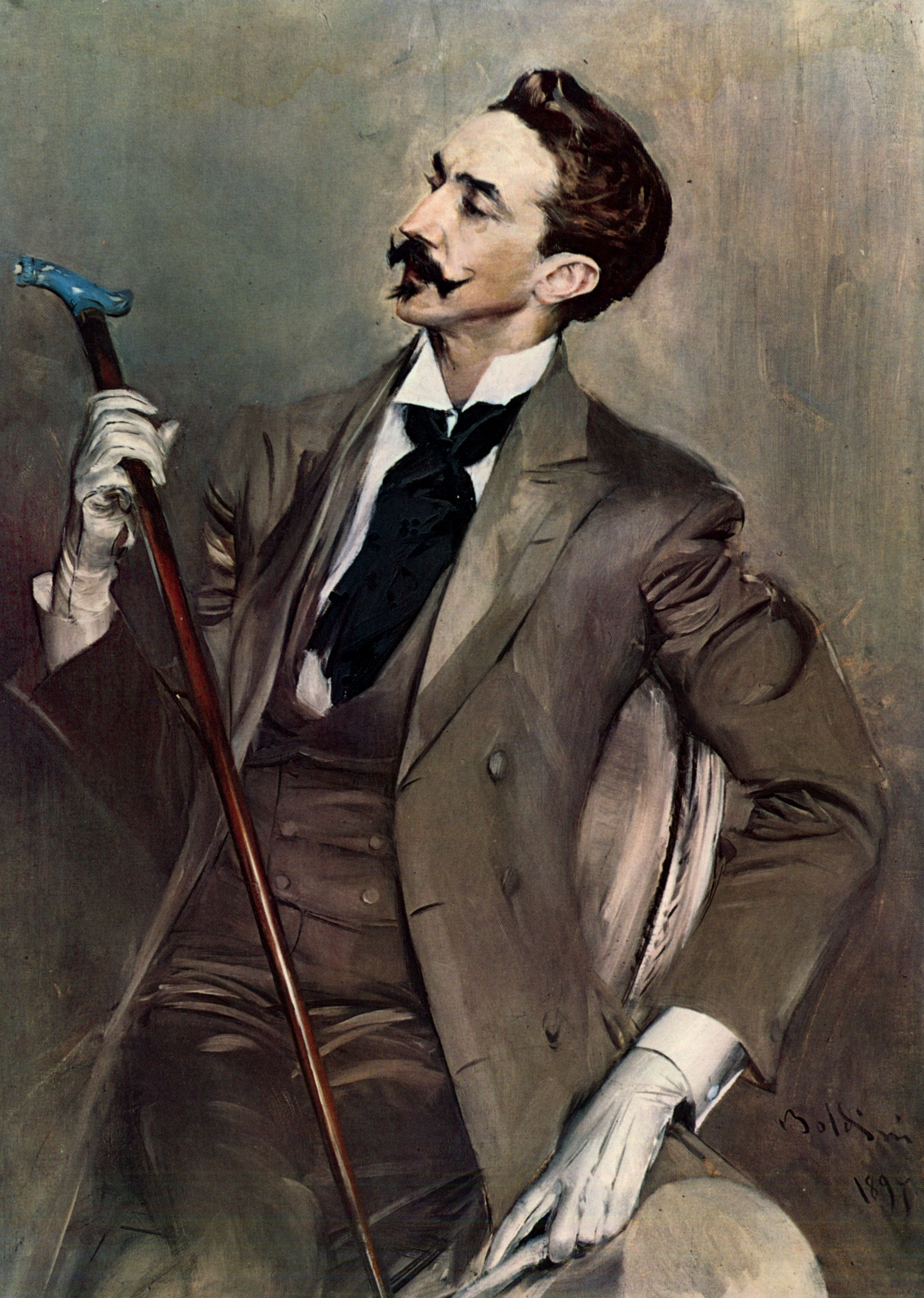
Robert de Montesquiou, Vorbild für den Baron Charlus, 1897

Der homosexuelle Aristokrat und Dandy Baron de Charlus – dem realen Schriftsteller Robert de Montesquiou nachempfunden – pflegt einerseits den Standesdünkel seiner Kaste bis zur ironischen Übertreibung, begibt sich als „Paradiesvogel“ – aus Langeweile und Neugier – jedoch auch in Kreise jüdischer Bourgeoisie und künstlerischer Bohème sowie – diskret, aber mit eindeutigen Absichten – in die proletarische Welt der Dienstboten.
Nach seiner ersten und nicht erwiderten Kinderliebe zu Gilberte wird der Ich-Erzähler schließlich der Geliebte Albertines, wobei er aber kein Glück findet, sondern sich und ihr mit seiner Eifersucht das Leben zur Hölle macht. Die psychologische Entwicklung in dieser Beziehung schildert er noch minutiöser als zuvor im Fall Gilberte und davor schon im Fall Swann-Odette. Albertine verlässt ihn am Ende und kommt bei einem Reitunfall ums Leben, was ihm nun die Augen dafür öffnet, wie einzigartig seine Liebe zu Albertine gewesen war.
Die Jahre des Ersten Weltkrieges verbringt er in einem Lungensanatorium bei Paris. Sein Freund Saint-Loup fällt im Krieg. Lange nach dem Krieg besucht er ein letztes Mal eine Gesellschaft. Er ist jetzt alt und krank und merkt, dass er die Personen, die er einst kannte, kaum wiedererkennt, so sehr haben sie sich verändert. Außerdem scheinen sie völlig vergessen zu haben, wer früher angesehen war und wer nicht. Die Guermantes wurden vergessen, und früher verachtete Neureiche werden gefeiert.
Der Ich-Erzähler bemerkt, dass die Vergangenheit einzig in seiner Erinnerung existiert. Er erkennt am Ende seines Lebens, dass er über seinen Liebesaffären und Kontakten zu belanglosen Menschen nie die Zeit und die Mühe aufbrachte, das Kunstwerk zu schaffen, das er sich vorgenommen hatte. Die letzte Möglichkeit ist, den Roman seiner Erinnerungen zu schreiben, die mit seinem Tod sonst unwiederbringlich verloren gingen. Und so endet der Roman, indem der Autor beginnt, ihn zu schreiben. Er ist insofern eine Art retrospektiver Entwicklungsroman: Der unsichtbare Kern der Erzählung, die Achse des ganzen Romans ist somit die Berufung des Ich-Erzählers zum Schriftsteller. Im Prozess dieser Berufung erkennt er, dass die Kunst das Leben transzendiert, ja das wahre Leben ist. Das soziale Ich des Schriftstellers ist nicht identisch mit seinem künstlerischen Ich; dessen Schöpfungsakt ist das Hinabsteigen in sich selbst, in seine Erinnerungen.
„Verlorene Zeit“ kann damit auf zwei Weisen verstanden werden:
- als Zeit, die als vergeudet scheint;
- als Zeit, die unwiederbringlich vergangen ist, wenn sie nicht in der Erinnerung oder in einem Kunstwerk konserviert wird.

„Die verlorene Zeit ist die Zeit, die uns unwiederbringlich verloren erscheint. Das ist ja der Sinn des Romans. Wir haben dort jemanden, der auf der Suche nach etwas ist, nach einer Wahrheit im Leben, nach einem Sinn im Leben, der gerne Schriftsteller werden will, aber gar kein Thema hat und nicht so recht weiß, wo es lang läuft. Und diese unwillkürlichen Erinnerungserlebnisse zeigen ihm, was Materie eines Buches sein könnte, seines Buches dann wird. Insofern ist es dann eine wiedergefundene Zeit, denn der letzte Band heißt ja „Le temps retrouvé“, die wiedergefundene Zeit.“

### Eine Liebe Swanns

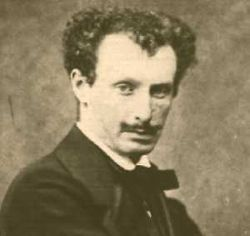
Charles Haas (1832–1902), Vorbild für die Figur des Charles Swann

Un amour de Swann ist der Mittelteil des ersten Bandes und fällt formal aus dem Rahmen der „Recherche“, denn diese in sich abgeschlossene Erzählung ist aus der Perspektive eines allwissenden Erzählers in der Er-Form geschrieben, während der sonstige Roman ausschließlich eine Ich-Erzählung ist (allerdings ist der Ich-Erzähler in den übrigen Teilen des Romans auch ziemlich „allwissend“ und dringt in die tiefsten Gedanken und Geheimnisse der Figuren ein). Der Wechsel der Erzählperspektive ist chronologisch bedingt, da der Ich-Erzähler gleichaltrig mit Gilberte ist, der Tochter von Swann und Odette, während der Abschnitt Eine Liebe Swanns die lange zuvor (um 1868 bis 1871) stattgefundene Anbahnung von deren Beziehung schildert. Dialoge und Konversationen erscheinen in direkter Rede, der Erzähler kommentiert zudem ironisch die Gedanken der Redenden übereinander.
Eine Liebe Swanns schildert minutiös die Entwicklung der Liebe des Lebemanns Swann zu Odette de Crécy, einer Kurtisane des Zweiten Kaiserreichs und „gefallenen Dame“ der höheren Gesellschaft. Die ursprünglich aus kleinbürgerlichen Verhältnissen Stammende lässt sich von wohlhabenden älteren Männern aushalten, einst war sie kurzzeitig mit einem Grafen de Crécy verheiratet, und sucht oder unterhält stets neue, diskrete Affären mit zahlreichen Männern aus „besseren Kreisen“. Im Zentrum der Erzählung steht der Salon der Madame Verdurin, in den Odette Swann einführt. Er besteht aus dem Gastgeber-Ehepaar sowie einigen Habitués, dem Arzt, dem Kunstmaler, dem Pianisten, dem Archivar, dem Geschichtsprofessor und ein paar anderen, teils nebst Ehefrauen. Die Atmosphäre ist locker, informell, fokussiert auf Kunst und Literatur, die Salonnière sehr auf Abstand bedacht zu den mondänen Zirkeln, in denen Swann sich sonst bewegt und die sie „die Langweiler“ nennt. Swann, der keineswegs ein Snob ist, gibt sich höflich, bescheiden und diskret. Dennoch verzichtet er weder auf seine hochkarätigen Kontakte noch auf seine Schürzenjägerei, denn abseits der eleganten Salons pflegt er hübschen Kellnerinnen und Dienstmädchen nachzusteigen.

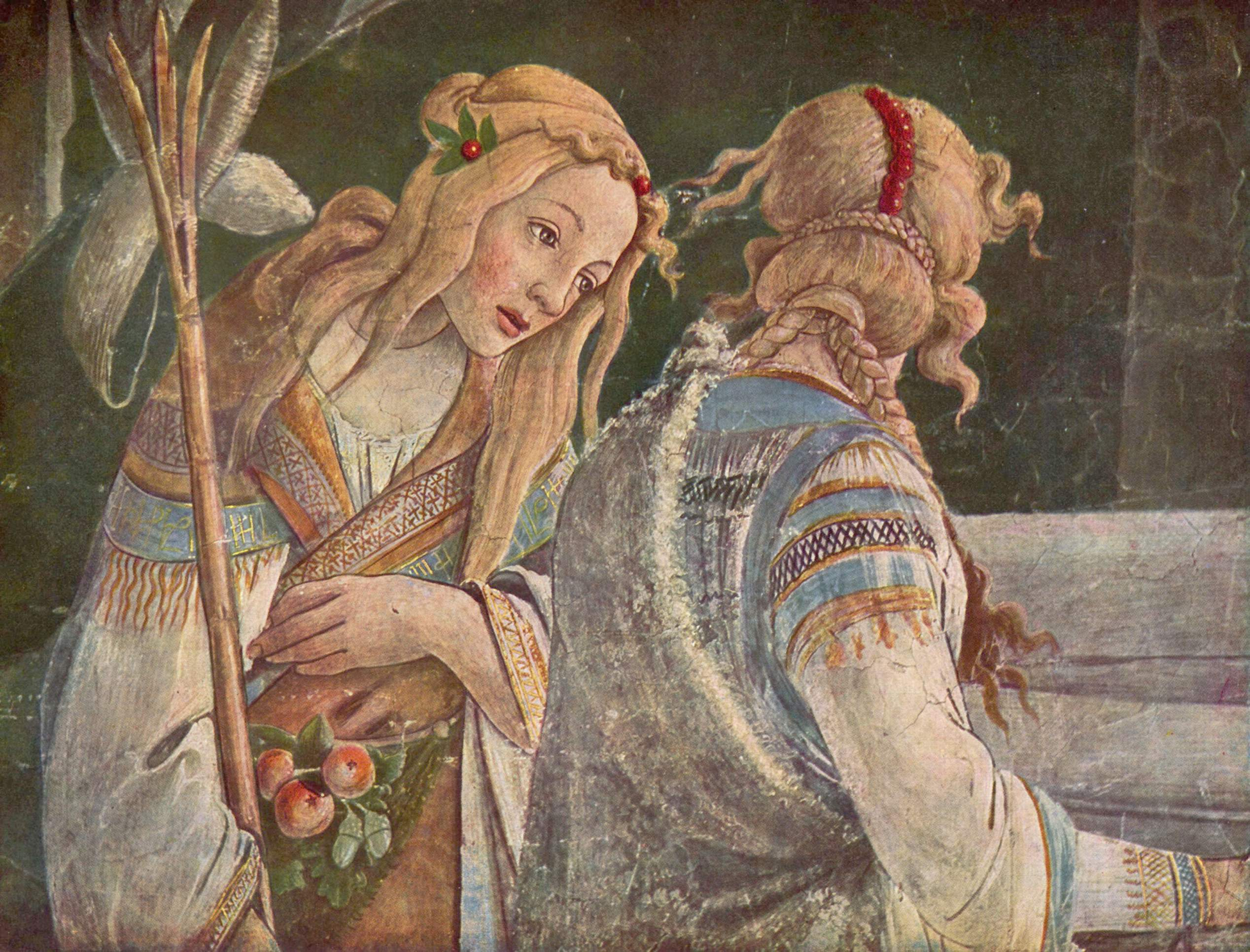
Sandro Botticellis Bildnis, das für Odette steht

Die Figur der Odette trägt viele Züge der mit Proust befreundeten realen Kurtisane Méry Laurent, in Manchem erinnert sie aber auch an Laure Hayman, ebenfalls eine bekannte Kurtisane und zweitweilige Geliebte von Prousts Onkel Louis Weil. Swann interessiert sich anfangs kaum für Odette, die weder besonders hübsch noch gebildet ist, sondern oberflächlich, sentimental und ohne Geschmack, doch bezaubert sie den notorischen Frauenhelden mit ihrer fürsorglichen Aufmerksamkeit und „Verliebtheit“, wodurch die beiden sich allmählich näherkommen. Seine zögerliche Zuneigung findet neue Nahrung, als er in ihr das Ebenbild Sephoras, einer der Töchter Jethros, erkennt, wie sie auf Botticellis Fresko Prüfungen des Mose in der Sixtinischen Kapelle dargestellt ist. Was ihn an ihr anzieht, ist weniger ihre Person als ihre Zugewandtheit ihm gegenüber, ihr stetes Für-ihn-dasein, ihr Warten auf ihn, ihre Fürsorglichkeit, wie sie sich in Sephoras Gesichtsausdruck widerspiegelt. Unterschwellig fürchtet er, dass sie ihn vernachlässigen oder verlassen könnte, was ihn immer wieder zu ihr treibt. Als sich ihre Beziehung einspielt, beginnt Odette, Swann gegenüber anderen Gästen der Madame Verdurin zurückzustellen, insbesondere einem Grafen Forcheville, den sie in den Salon eingeführt hat, und entfacht damit seine Eifersucht. Diese steigert in einer Art von Rückkopplung wiederum seine Liebe zu Odette. Sein eifersüchtiges Verhalten führt zu seinem Ausschluss aus dem Salon Verdurin, beendet aber noch nicht die Beziehung, von der Odette finanziell profitiert. Dennoch behandelt sie ihn immer kühler, mit Ausnahme seltener Nächte, in denen ihre Leidenschaft ihm aber gespielt vorkommt, was ihm die Beziehung zunehmend zur Qual macht. Zur höchsten Glut wird seine Eifersucht angefacht, als er eines Abends bei ihr vor verschlossener Tür steht, obwohl Licht durch die Vorhänge dringt und als er schließlich einen anonymen Brief erhält, in dem Odette zahlreiche Liebschaften mit ihm bekannten Männern (sowie auch Frauen) nachgesagt werden. Als sie mit den Verdurins und ihren Freunden eine einjährige Reise rund ums Mittelmeer antritt, gewinnt er innerlich Abstand. Der Kreislauf von Liebe und Eifersucht endet damit, dass sie ihm wieder gleichgültig wird.
In der Erzählung werden viele Motive vorweggenommen, die in der „Suche“ dann ausführlicher ausgebreitet werden. Kunst spielt bereits hier eine wichtige Rolle; die eifersüchtige Liebe Swanns zu Odette ähnelt der späteren Liebe des Ich-Erzählers zu Gilberte und Albertine. Swann wird durch die Liebe und das mondäne Salonleben daran gehindert, ein bleibendes Werk zu schaffen – ähnlich wie der Ich-Erzähler, dem das im letzten Moment allerdings doch noch gelingt. 
Ungeachtet ihrer Trennung am Ende des Kapitels begegnet Odette dem Leser im folgenden zweiten Band als Swanns Ehefrau sowie Mutter der etwa 15-jährigen gemeinsamen Tochter Gilberte, dem Jugendschwarm des Ich-Erzählers. Doch Swanns Liebe zu ihr bleibt erloschen, nur die Erinnerung an seine einstige Eifersucht lässt ihn seine Liebesfähigkeit wiederfinden, die er nun anderen Frauen zuwendet, indem er auf diese eifersüchtig ist. Odette wiederum, in gesicherter Position, imitiert als Madame Swann  ihre einstige Freundin Madame Verdurin und führt selbst einen kleinen Salon, dessen Gäste jedoch nicht annähernd den gesellschaftlichen Rang von Swanns alten Freunden einnehmen. Sie bemüht sich sehr um „brillante“ Kontakte, findet Anschluss und Akzeptanz aber nur im Milieu republikanischer Regierungsfunktionäre, nicht in der „eleganten Gesellschaft“ der alten Eliten. Selbst die Eltern des Ich-Erzählers, Jugendfreunde Swanns, meiden die frühere Kurtisane. Im letzten Band des Romans ist Forcheville, nach Swanns Tod, Odettes dritter Ehemann.

## Strukturen
Inhaltlich ist der Roman wie ein gewundener Fluss, an dessen Ufern Personen und Themen immer wieder unter verändertem Blickwinkel auftauchen. Dabei gibt es einige Prinzipien, die den Roman strukturieren.

### Zeit und Erinnerung
Auf der Suche nach der verlorenen Zeit ist ein Roman der Erinnerungen. Die gesamte Romanfolge entstand ursprünglich aus einem kurzen Text, mit dem Proust seine selbst entwickelte Theorie der Erinnerung, eine neue Literaturtheorie, illustrieren wollte, die den literarischen Realismus überwinden sollte (siehe unten: Entstehung und Publikation). Dabei unterscheidet der Autor zwischen zwei Formen der Erinnerung, zum einen der „willentlichen Erinnerung“ («mémoire volontaire»), die zwar bewusst, aber doch immer unvollständig ist und das Erlebte oft verfälscht. Proust vergleicht sie mit einem in tiefer Dunkelheit liegenden Haus, von dem nur eine kleine Ecke mit bengalischen Fackeln beleuchtet wird. Häufig wird sie durch Schlaflosigkeit ausgelöst, wobei sie den grübelnden Tagträumer beunruhigt und beängstigt. Andererseits die sogenannte „unwillkürliche Erinnerung“ («mémoire involontaire»). Diese ist eine Art von Reflex, also die rasche Reaktion des Organismus auf einen bestimmten neuronalen Reiz. Sie wird durch ungeplante, beiläufige Sinneswahrnehmungen getriggert, ähnlich wie ein Muskelreflex, indem ein Schlüsselreiz einen Flashback auslöst.

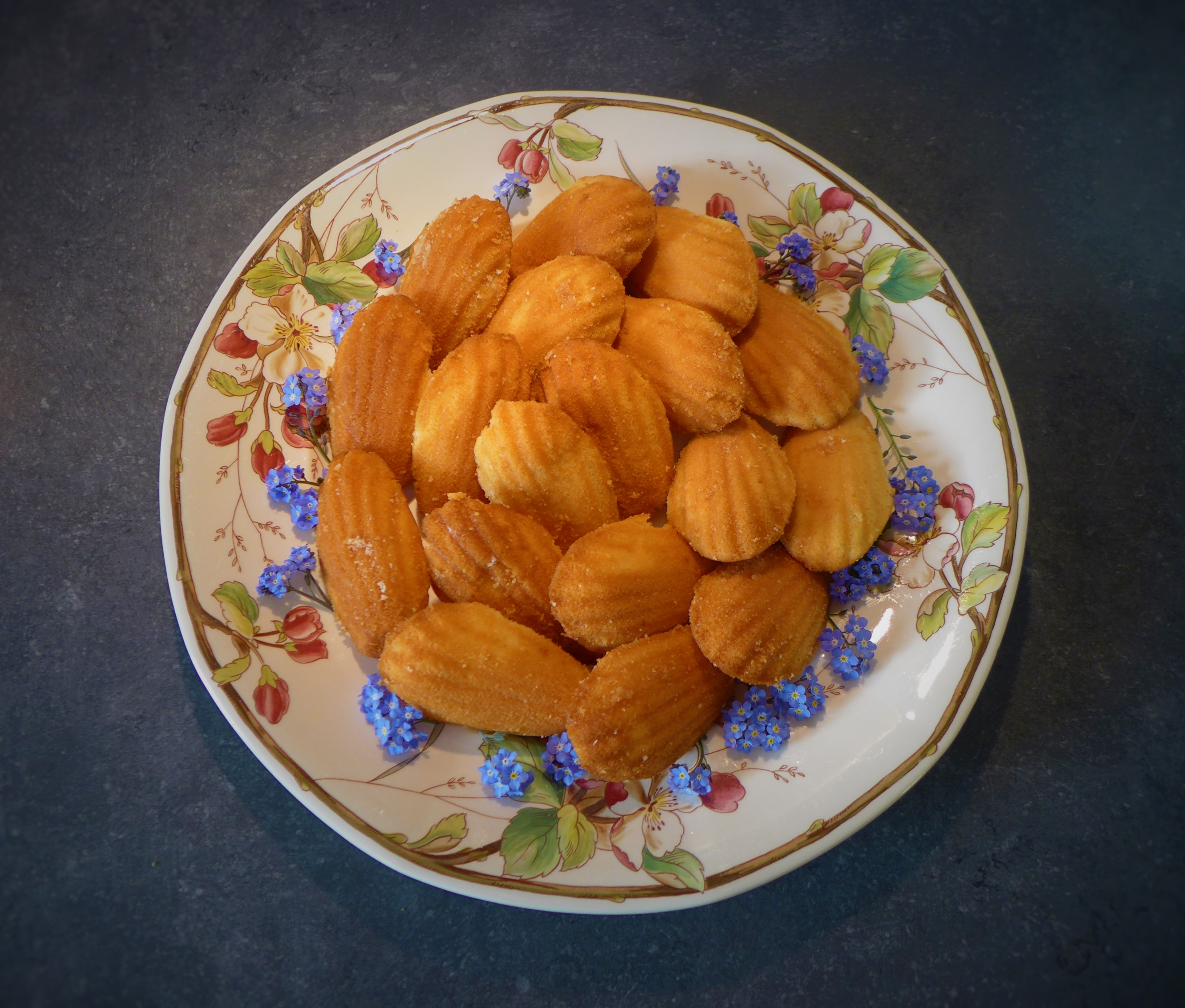
Der Geschmack von Madeleine-Biskuits löst „unwillkürliche Erinnerungen“ aus.

 Zur Illustration eines solchen Schlüsselreizes dient Proust das Beispiel der Madeleine (eines jakobsmuschelförmigen Gebäcks), die der Hauptperson als Erwachsenem von seiner Mutter serviert wird und deren Geschmack, in Tee getunkt, ihm die Fülle seiner Kindheitserlebnisse mit allen Bildern, Klängen, Geschmäcken und Gerüchen wieder vergegenwärtigt. Die Schlüsselreize können daher auch durch Gemälde, Musikstücke oder Blumenduft ausgelöst werden. Er vergleicht dieses Phänomen mit japanischen Origami, die sich, als Papierschnitzel ins Wasser geworfen, plötzlich zu bunten Zauberblüten, zu ganzen Häusern oder Köpfen auffalten. Diese so genannte unwillkürliche Erinnerung, ausgelöst durch zufällige physische Reize, ist dabei einerseits psychisches Erlebnis, andererseits ein literarischer Kniff, der es dem Erzähler erlaubt, Assoziationsketten zu beginnen.

„Er misstraut der willentlichen Erinnerung, das ist die große Entdeckung Prousts gewesen: Man kann sich willentlich an etwas erinnern, aber alles das, was willentlich geschieht, ist im Grunde genommen nur eine verfälschte Erinnerung. Die wahre Erinnerung, die wahre Empfindung, so, wie es wirklich war, das ist die Offenbarung durch die berühmte unwillkürliche Erinnerung, die mémoires involontaires, das sind so Déjà-vu-Erlebnisse, die man hat.“ (Jürgen Ritte)

Wobei der Begriff Déjà-vu an dieser Stelle nicht passt, denn das wären Einbildungen oder Erinnerungstäuschungen, während es bei Proust um Flashbacks geht, die den Erzähler in tatsächlich erlebte Situationen beinah physisch zurück katapultieren. Ein weiterer Auslöser hierfür ist etwa der „süß-bittere Mandelgeruch“ blühender Weißdornbüsche, der ihn an den „Marienmonat Mai“ in Combray erinnert, wo der Altar der Kirche üppig mit den überbordenden Zweigen geschmückt war, die überall im Ort weiß blühten.
Das zu Beginn der Niederschrift des ersten Bandes von Proust entwickelte dreistufige, doppelt auslösende Zeitschema ist im Roman nicht oft deutlich ausgeführt, liegt aber Prousts Konzeption von ineinander gestapelten Zeitkammern bei der Darstellung von willentlicher und unwillkürlicher Erinnerung zugrunde: Es geht von den schlaflosen Nächten des Erzählers aus, in denen er sich „die verlorene Zeit“ vor Augen führt: der Erzähler erinnert sich an sich selbst als gerade erwachten, noch halb träumenden Schläfer, dieser sich wiederum an den Helden.
Die beiden Erinnerungsformen Prousts verdanken ihre Anregung Henri Bergsons Abhandlung Materie und Gedächtnis über Gedächtnisformen (mémoire souvenir – persönliche Erinnerungsbilder, mémoire habitude – motorische Mechanismen). Bergson argumentiert, dass es eine Zeitlichkeit jenseits der mechanisierten Zeitmessung gebe, die sich – in spannungsvollem Warten und Konzentration auf das Geschehen – dem Rhythmus der Ereignisse aktiv anpasse. Auch könnten Lebensprozesse nur durch introspektive Intuition adäquat widergespiegelt werden. Raum und Zeit seien lediglich Abstraktionen. Proust hatte 1890 Vorlesungen seines entfernten Verwandten Bergson gehört. Eine weitere Anregung ergab sich durch Prousts Therapie bei Paul Sollier im Dezember 1905, der seine Patienten unter anderem mit der Induzierung „unwillkürlicher Erinnerungen“ therapierte. Prousts Theorie der Erinnerung weitet sich zu einer Theorie der Zeit aus: Ungleichzeitigkeiten verwandeln sich durch Vergessen oder bruchstückhafte Erinnerung zu verlorener und durch Flashbacks zu wiedergefundener Zeit, deren Notat im Roman zur überzeitlichen Kunst wird. Bezeugt wird dies durch die Genauigkeit der Erinnerungen, die sich bis in kleinste Details von Beobachtungen oder feinste Nuancen von Gefühlen erstrecken. Unwillkürliche Erinnerungen versetzen den Ich-Erzähler wie mit einer Fackel in der Hand in verschiedene Räume des verdunkelten Hauses und lassen ihn so das zu Beginn des Romans angekündigte »ungeheure Bauwerk der Erinnerung« errichten.
Albert Einstein hatte bereits 1905 mit seiner Speziellen Relativitätstheorie postuliert, es gebe weder einen absoluten Raum noch eine absolute Zeit. Doch erst in der zweiten Hälfte des 20. Jahrhunderts näherten sich Quantenphysiker wie David Deutsch mit ihrer These der sogenannten „Viele-Welten-Interpretation“ den philosophischen Zeittheorien von Bergson und Proust an. Nach David Deutsch müssten die quantenmechanischen Wirkungen hypothetischer Zeitreisen jenseits der Lichtgeschwindigkeit nicht nur in andere Zeiten, sondern logisch in ein „Paralleluniversum“ führen. Er spricht von „Snapshots“, die wie Perlen auf einer raumzeitlosen Schnur aneinandergereiht seien und erst im Bewusstsein des Betrachters zu Vergangenheit, Gegenwart und Zukunft würden.

### Leitmotive und Metaphern

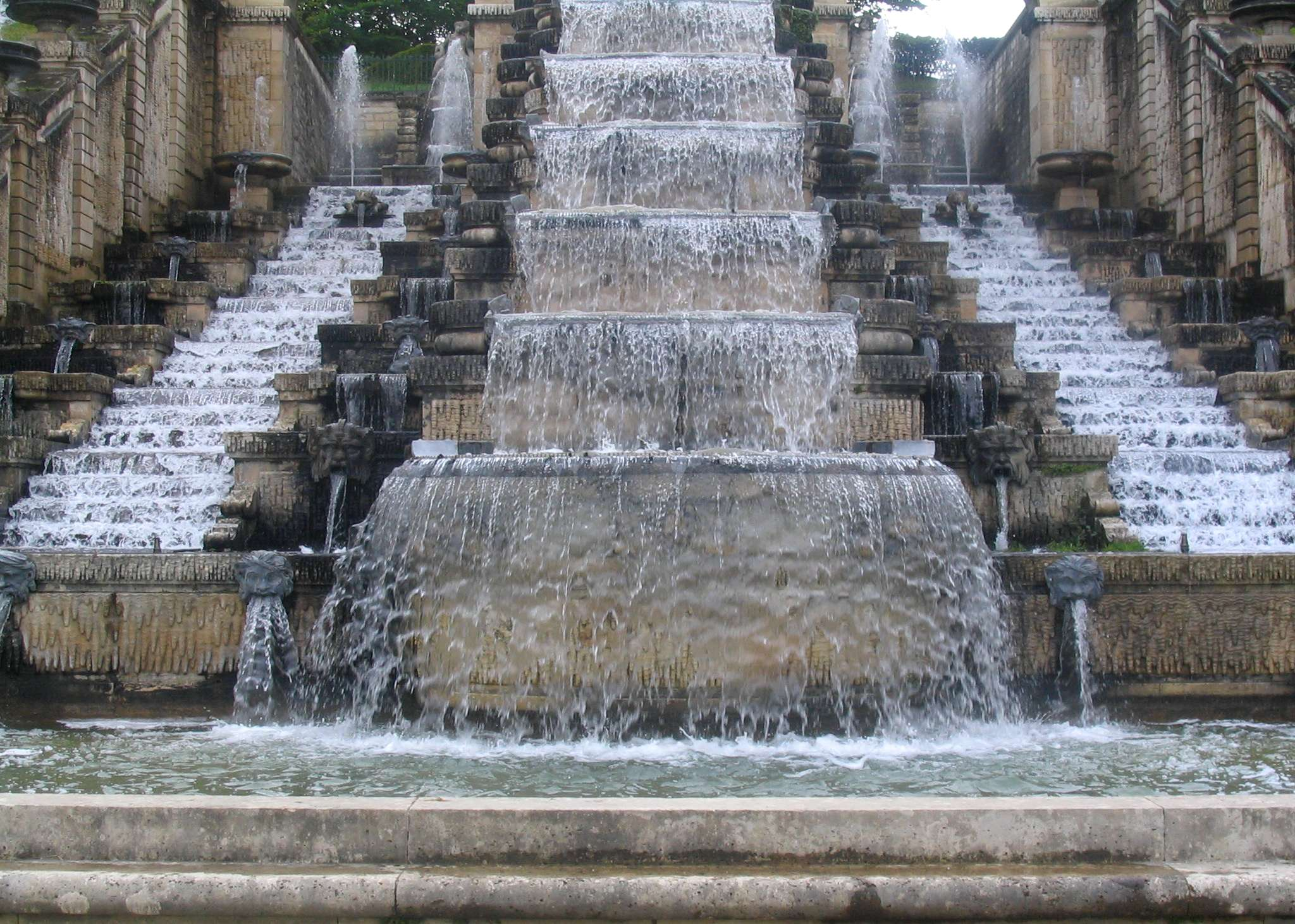
Kaskade im Park von Schloss Saint-Cloud

Das auffälligste Strukturprinzip ist das Stilmittel Leitmotiv durch Wiederholungen und Abwandlungen von Themen und literarischen Motiven oder auch die Wiederkehr von vielschichtigen Metaphern wie der Kaskade im Park von Schloss Saint-Cloud. Zahlreich sind auch die Metaphern für Erinnerungs- und Zeitschichten. Kirchenfenster etwa, wie die von Combray, schimmern stets am eindringlichsten an grauen, trüben Tagen, ähnlich der menschlichen Erinnerung. Durchdringt sie ein Sonnenstrahl (Metapher für „unwillkürliche Erinnerung“), werfen sie flamboyante Farben ans düstere Gewölbe, die über feuchte Kirchenwände hinabrinnen wie Tropfen an den Stalaktiten einer Höhle; alles ist plötzlich in fantastisches Licht getaucht. Als fantastisch verfremdende Werke der Erinnerung werden auch Heiligenviten oder Mythen der Merowingerzeit zitiert. Dabei spielt die Etymologie eine wiederkehrende Rolle, verbergen sich hinter banalen Ortsnamen doch längst vergessene Geheimnisse der gallorömischen Kultur, frühchristlicher Märtyrer oder altfränkischer Helden. So liest etwa der Erzähler als Kind im Fahrplan einer Eisenbahnstrecke durch die Normandie und Bretagne die Namen der Städte und erträumt sich deren jeweiliges Flair anhand des Klanges ihrer Namen. Später fährt er tatsächlich mit diesem Zug und ein Bekannter macht etymologische Bemerkungen über die Ortsnamen, wobei die scheinbar wissenschaftliche Exaktheit kaum kaschiert, dass es sich auch hierbei teilweise um reine Phantasie handelt, sich also auch hier Wirklichkeit und Fiktion überblenden. Ebenso beschwört er vielfach die legendäre Genoveva von Brabant herauf, um die fiktive, angeblich von ihr abstammende Adelsfamilie Guermantes in mythische Höhen zu entrücken, die er zugleich mit der prosaischeren Gegenwart kontrastiert.

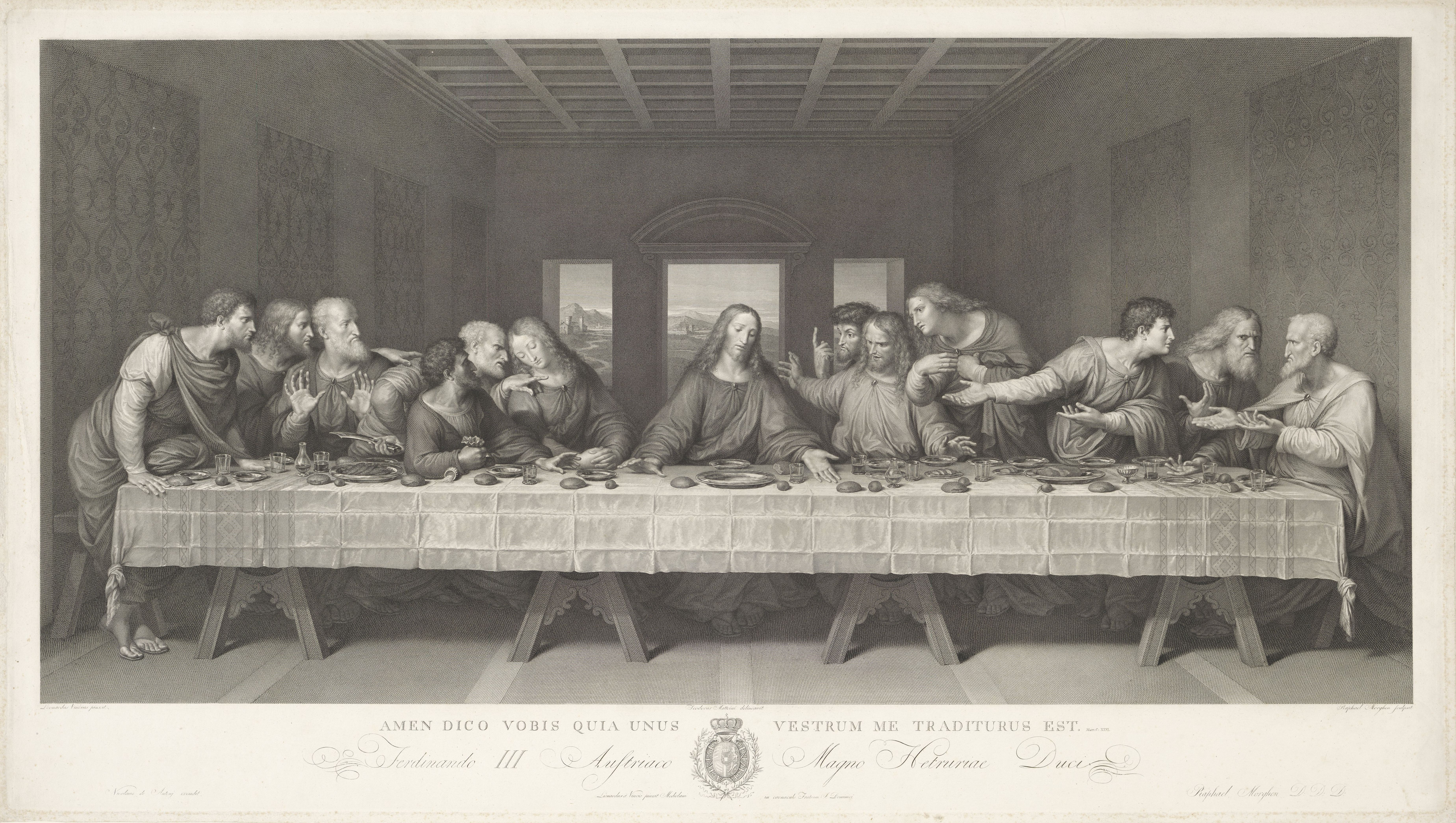
Da Vincis Abendmahl als Kupferstich von Raffaello Morghen

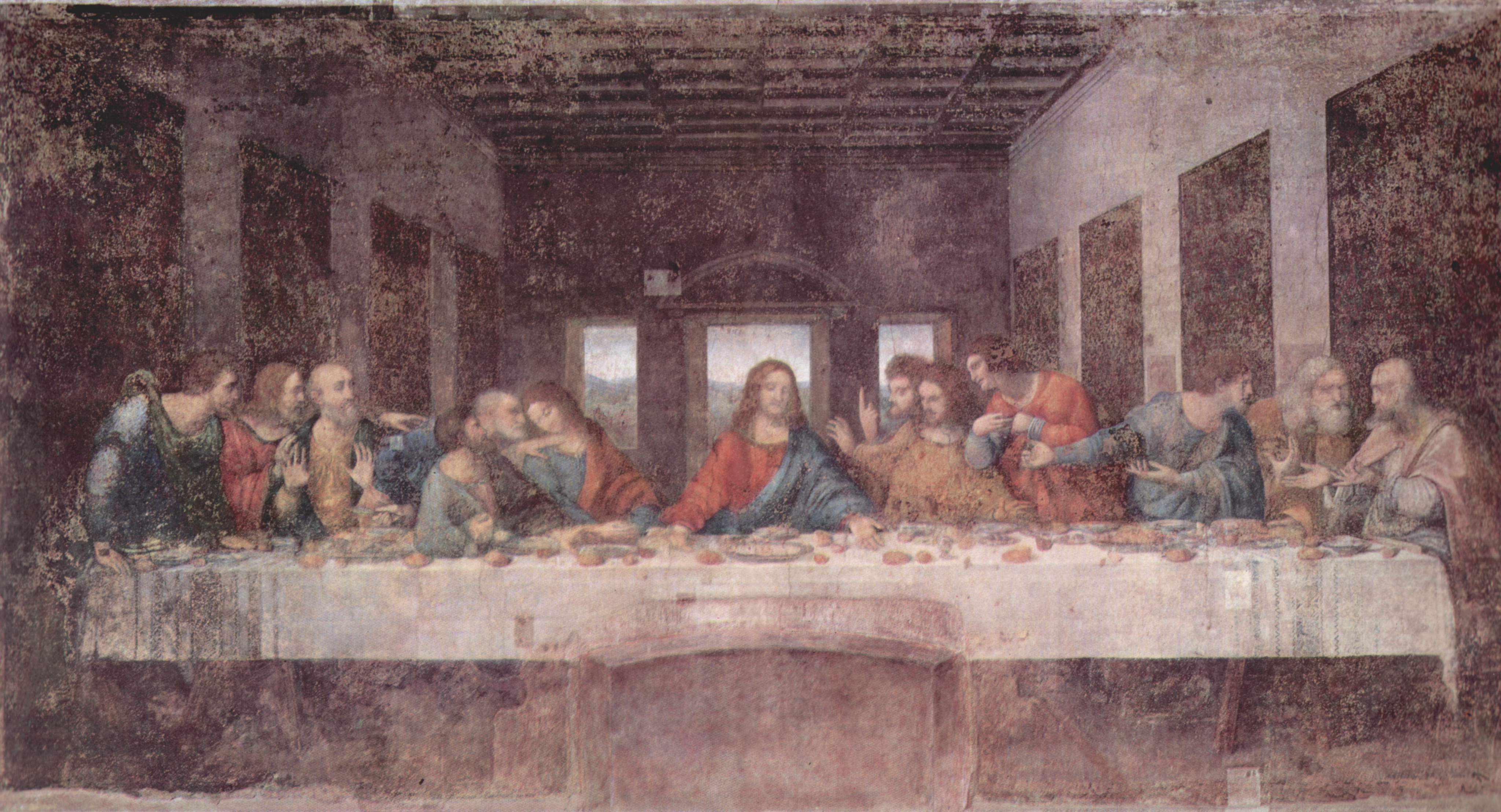
Da Vincis Abendmahl im Original

Eine anschauliche Metapher bietet dem Ich-Erzähler die Erinnerung an seine kunstbeflissene Großmutter, die ihm zur Ausbildung seines ästhetischen Sinnes Abbildungen berühmter Bauwerke wie der Kathedrale von Chartres als Wandschmuck schenkt. Von Swann lässt sie sich Fotografien besorgen; doch um dem Kind noch einen höheren Grad künstlerischer Sublimierung zu vermitteln, schenkt sie ihm Abbildungen von Kunstwerken, darunter Da Vincis Abendmahl in Form des Kupferstichs von Raffaello Morghen. Dieser zeigt das berühmte Wandgemälde in damals noch unzerstörtem Zustand, mit präzisen, hochemotionalen Gesichtsausdrücken der Figuren, während es in Wirklichkeit längst verwittert, abgeblättert und verblasst ist, die verwaschenen Gesichtszüge kaum noch erkennbar. Weitere Metaphern sind etwa alte Stühle, die die Großmutter verschenkt und die ihr kostbar sind, weil sie ihr die Erinnerung an Erlebnisse mit bestimmten, längst verstorbenen Menschen wachrufen, obgleich diese Antiquitäten so wackelig sind, dass man sie nicht mehr benutzen kann; oder bestimmte, längst außer Gebrauch gekommene Ausdrücke, die in abgelegenen ländlichen Gegenden noch zu hören sind. Als weitere Metapher für sich überlappende Zeitschichten erinnert sich der Ich-Erzähler wie die raue, stürmische Atlantikküste der Normandie ihm als Kind „überzeitlich“ erschienen war, nur geologischen Zeitaltern angehörend, doch durch Swanns Hinweise auf eigentümliche romanische und gotische Kirchen „plötzlich in die Serie der Jahrhunderte eintrat“, während ihre Fischer – ebenso wie die Wale, die sie fangen – noch immer genauso lebten wie im Mittelalter oder der Antike.
Zu den Leitmotiven gehören auch die zahlreichen Anspielungen auf berühmte italienische und flämische Kunstwerke, die Proust auf seiner Reise nach Venedig und Padua im Mai 1900 sowie nach Flandern und Holland (Gent, Brügge, Delft, Amsterdam) 1902 gesehen hatte. Zu diesen Reisen hatte ihn der Kunst-Enthusiasmus und Ästhetizismus von John Ruskin („Evangelium der Schönheit“) animiert, dessen Bücher Prousts Kunstverständnis prägten. Von 1900 bis 1905 hatte Proust an Übersetzungen von Ruskins Büchern The Bible of Amiens und Sesam und Lilien gearbeitet und manche Sätze daraus erscheinen leicht abgewandelt in den Romanbänden. Häufig eingestreut sind auch die großen Pariser Theaterereignisse der 1880er und 90er Jahre. Stoff für Erinnerungen und Metaphern bietet ferner die ärztliche Kunst, waren doch Prousts Vater und Bruder bedeutende Ärzte.
Ein musikalisches Leitmotiv ist die sogenannte „kleine Phrase“, eine Melodie aus einer Sonate des Komponisten Vinteuil, die Swann gemeinsam mit Odette bei einem Klavierkonzert im Salon Verdurin hört, die ihn tief bewegt, die Odette ihm zuhause immer wieder vorspielen muss und die seit dem Kapitel «Eine Liebe Swanns» gleichsam zur „Nationalhymne ihrer Liebe“ wird. Wie schon in der Madeleine-Szene im vorausgegangenen Kapitel «Combray», weckt die „kleine Phrase“ auch in späteren Jahren ihrer Ehe unwillkürliche Erinnerungen an die romantischen Anfänge ihrer Beziehung. Im zweiten Band spielt Madame Swann dem jungen Ich-Erzähler die „kleine Phrase“ vor; das Leitmotiv wandelt sich nun zur Metapher, wenn der ältere Ich-Erzähler sich an den jungen Hörenden erinnert und dessen Lern- und Genußerfahrungen beim wiederholten Eindringen in die Nuancen des Meisterstücks kontrapunktisch mit denen des Lebens vergleicht, das der Erzähler schon hinter sich hat.
Ebenfalls als Leitmotive erscheinen gesundheitliche und psychische Konstanten, von denen Prousts Leben geprägt war: Asthmaanfälle, zumeist eingeblendet als Rückblicke in die Kindheit, einschließlich der Reaktionen der Familie darauf, sowie bestimmte Persönlichkeitseigenschaften wie die Trennungsangst. Schon zu Beginn des ersten Bandes, den Kindheitserinnerungen des Ich-Erzählers, werden emotionale Angststörungen in der Mutter-Kind-Beziehung geschildert, die später ähnlich in den Liebesbeziehungen wiederkehren. Diese laufen immer nach dem gleichen Schema ab, mit fast wahnhafter Eifersucht. Die Proust’sche „Liebe“ hat stark narzisstische Züge: Kontrollwahn und ein ständiges Spiel von Liebe und Liebesentzug. Etliche der kleinen Eifersuchtsszenen zwischen Swann und Odette sind denen nachempfunden, auf die Proust in den Jahren 1895/1896 in Briefen an seinen damaligen Geliebten Reynaldo Hahn angespielt hatte; die Bände Die Gefangene und  Die Entflohene drehen sich um das komplizierte Verhältnis des Ich-Erzählers zu Albertine und spiegeln die Beziehung Prousts zu seinem Sekretär Alfred Agostinelli wider. (Siehe auch: Prousts Beziehungen) Dieses Schema entspricht aus psychoanalytischer Sicht Theodor Reiks Beschreibung des Urzustands der Liebe: Danach ist sie „ein Versuch, den Idealzustand des bedingungslosen Akzeptiertwerdens, das heißt einer vollständigen narzißtischen Befriedigung, wiederzuerlangen. Er ist jedoch ebensowenig wiederzuerlangen, wie es unmöglich ist, in das Paradies zurückzukehren, aus dem wir vertrieben wurden. Diesen paradiesischen Zustand gab es einmal wirklich, nämlich in der frühen Kindheit. Was wir in der Liebe unbewußt wünschen, ist, das erste Entzücken unserer Mutter über uns wiederzuerleben, das heißt das verlorene Paradies wiederzugewinnen.“ Auch die Liebe ist damit eine Suche nach Verlorenem. Sadistische oder masochistische Tendenzen treten bei verschiedenen Protagonisten auf.
George Sands Roman François le Champi (François das Findelkind) gehört zu Beginn des ersten Bandes zur Kindheitslektüre des Ich-Erzählers, der am Ende des letzten Bandes ein gleiches Buch dem Regal der Gastgeber entnimmt und darin liest, was zu den vielen Flashbacks beiträgt, die ihn bei dieser Abendgesellschaft, wo die gealterten Figuren des Romans ein letztes Mal auftreten, „die Zeit wiederfinden“ lassen und es ihm ermöglichen, das „immense Bauwerk der Erinnerung“, das plötzlich aus der Dunkelheit wieder auftaucht, so präzise zu beschreiben wie ein Architekt, der einen Bauplan zeichnet.

### Das Menschenbild
Jean Firges fasst das Werk 2010 in anthropologischer Sicht zusammen. Die diesbezüglichen Voraussetzungen des Weltbilds sind nach Firges bei Proust:
- Das Subjekt ist in einer Monadenstruktur, ohne ein Fenster nach draußen, eingeschlossen;
- das Ich ist zergliedert in vielfache Bewusstseinszustände, die sich ständig verändern;
- die Zeit verläuft nicht linear, sondern diskontinuierlich.

Der Roman schildert die obere Gesellschaft der Dritten Republik, die deren menschlichen Bedingungen unterworfen ist, als eine Welt der Lüge, der Verstellung und der Dekadenz.

### Prosagedichte
Besonders die Naturschilderungen sind oft so ausgearbeitet, dass sie sich fast zu Prosagedichten entwickelt haben. Den sog. Martinville-Aufsatz aus Band I bezeichnet Proust selbst in Band II als ein „poème en prose“. Die Satzgliederungen, insbesondere die chaotisch erscheinende Kommasetzung, geben deutlich zu erkennen, dass Proust die Prosodie als Gestaltungselement sehr ernst genommen hat.

### Pastiches
Zur eigenen Stilfindung hatte Proust 1908 mehrere sogenannte Pastiches geschrieben und im Figaro veröffentlicht (Pastiches et mélanges), z. B. zu Gustave Flaubert und Ernest Renan. Ein weiteres parodierte den Literaturkritiker Sainte-Beuve. Aus der Beschäftigung mit diesem Autor erwuchs 1908 der Entwurf eines Essays Contre Sainte-Beuve (siehe unten, Entstehung und Publikation). Proust argumentierte, dass Sainte-Beuve Stilfragen sträflich vernachlässige. Hierbei recherchierte Proust umfangreich zum Stil verschiedener Künstler; die Ergebnisse knüpfte er später an verschiedene Figuren des Romans: Der Klavierlehrer und Komponist Vinteuil (für den Gabriel Fauré und Claude Debussy Pate gestanden haben) und seine Schöpfungen geben dem Autor Gelegenheit zu feinfühligen Betrachtungen über dessen Musikstil. Der Maler Elstir ist durch Claude Monet inspiriert, der Schriftsteller Bergotte durch Anatole France.
Auch an anderen Stellen versteckt Proust Pastiches. Die politisch konservativen und literarisch konventionellen, in jedem Falle apodiktischen Urteile des Diplomaten Norpois (für den Camille Barrère das Haupt-Vorbild war), sind den Leitartikeln von Ferdinand Brunetière (Redakteur seit 1893) in der Revue des Deux Mondes nachempfunden. Ein gebildeter Zeitgenosse Prousts dürfte hinter Legrandins Eloge auf die Opalbucht in Balbec unschwer den Père Goriot (von Anatole France) erkannt haben, ähnlich wie dem deutschen Leser bei der Bad-Kreuznach-Skizze in Bd. III ein Verdacht auf Wilhelm Meister kommen dürfte.
Der wesentlichste Pastiche der Suche nach der verlorenen Zeit ist aber zweifellos der Goncourt-Pastiche zu Anfang des 7. Bandes, ein Bravourstück, bei dem Proust die Tagebücher der Brüder Goncourt imitiert und einen oder beide Goncourts (die ja stets von sich und allen anderen als Einheit wahrgenommen wurden), seinen Romanfiguren begegnen lässt, so dass der Leser z. B. Prousts Verdurin oder Swann durch die Stimme von Prousts Goncourt zu hören bekommt. Im 5. Band lässt Proust in einer ähnlichen Selbstpersiflage Albertine („sie ist mein Werk“) Prousts Stil nachahmen („so würde ich nie reden“).

### Wahrnehmung und Beschreibungen
Prousts Roman inszeniert die Subjektivität der menschlichen Wahrnehmung mit all ihren Nachteilen und Möglichkeiten: So zeigt er einerseits, dass kein Mensch die Wirklichkeit oder Wahrheit als solche erkennen kann, sondern allenfalls eine subjektive Wahrheitsvorstellung besitzt. Andererseits entfaltet jeder Mensch in seiner subjektiven Wahrheit eine einzigartige Welt, jeder Mensch ist ein eigener Kosmos.
Der Kosmos des namenlosen Ich-Erzählers wird durch präzise Beschreibungen mit besonderer Aufmerksamkeit behandelt. Er kann sich seitenlang über die Kleider einer Frau oder über eine Blüte auslassen, ganz im Geiste seines Programms der wahren Erinnerung, die mit sämtlichen Wahrnehmungsdetails ausgestattet ist – die ihr allerdings erst einmal durch detaillierte Wahrnehmung zur Verfügung gestellt werden müssen. Die Beschreibungen können auch als Schule für den Leser verstanden werden, sich selbst durch genauestes Beobachten die Fähigkeit anzueignen, durch späteres unwillentliches Erinnern den Dingen Dauer (dies ein Bergson-Begriff) zu verleihen.

### Stil
Proust ist bekannt für seine langen Sätze, die die Neigung von Tagträumerei, vom Hölzchen aufs Stöckchen zu kommen, nachvollziehen und damit den Leser in ein Zwischenreich des Halbbewusstseins entführen, sowie für die exzessive Verwendung des Konjunktivs, der ja ebenfalls aus der platten Realität hinausführt in ein reiches Spektrum möglicher (oder alternativer) Welten. Ein Netz von Selbst-Anspielungen und Motivwiederholungen, das Proust spinnt, sorgt dafür, dass der Leser das Erinnern des Erzählers als ein eigenes Erinnern nacherleben kann. Insgesamt könnte man also sagen, dass Prousts eigenwilliger Stil die Funktion hat, die Grenzen zwischen innerem Wirklichkeitsbild und äußerer Tatsächlichkeit allmählich zu verwischen.
Bezogen auf die Psyche des Ich-Erzählers in seinen komplizierten Beziehungen mit Gilberte und Albertine kann man dies auch so deuten: „Die Mäander des Proustschen Satzes bringen weniger die Entdeckungen eines allmächtigen Autors zum Ausdruck als die beunruhigte Sorge des Erzählers, der durch seine Suche nach Liebe zu einem ständigen Durst nach dem Unbekannten verurteilt ist, und seine Vergleiche, die unaufhörlich die Gesetze, die das Individuum bestimmen mit denen verbinden, die die Welt bestimmen, bilden die Suche nach einer Wahrheit ab, die die Wunder der unwillkürlichen Erinnerung besser befriedigen können als die methodischen Ansätze der Intelligenz.“
Jean-Yves Tadié, der für den Gallimard-Verlag 1987 die Neuauflage bearbeitete, bei der vor allem die postumen Bände neu gefasst wurden, sagte über den Proust’schen Satz: „Damit der Satz ‚proustisch‘ sei, muss er nach der lateinischen Art und Weise aufgebaut sein, das heißt strukturiert, er muss poetische Bilder, komische Elemente und Elemente des Wissens enthalten. Dies zu erreichen ist nicht einfach. Die Länge der Sätze hat nichts mit dem Proust’schen Stil zu tun. Wir finden in seinem Werk sehr schöne kurze Sätze, die teilweise an Maximen aus dem 17. Jahrhundert erinnern.“
Die Brillanz erleuchtender Einfälle und frappierender Formulierungen, ohne die dieses Werk nicht auf die Höhe seines Ruhms gelangt wäre, den Spürsinn für verblüffende Paradoxien sowie die zweifelnde, mäandernde Gedankensuche soll Proust auch persönlich in alltäglichen Tischgesprächen gezeigt haben. Léon Daudet erinnert sich, wie Proust 1906 zu einem Freundeskreis im Restaurant hinzustieß: „Bald kamen von seinen Lippen, in einem zögernden und hastigen Ton, Bemerkungen von außerordentlicher Neuheit und Aperçus von diabolischer Finesse. Seine überraschenden Bilder umflatterten den Gipfel von Dingen und Menschen, ähnlich überragender Musik, so wie man es sich von der Schauspieltruppe Shakespeares erzählt, wenn sie in der Taverne des Globe Theatre zusammensaß. Er hatte etwas von Mercutio und von Puck, indem er mehrere Gedanken gleichzeitig verfolgte, sich für jede Liebenswürdigkeit entschuldigte, zerfressen war von ironischen Skrupeln, auf natürliche Weise komplex, zitternd und seidenweich.“

### Figuren
Nicht nur seine Hauptfiguren schildert Proust einfühlsam und differenziert. Stets stritt er ab, sie nach realen Vorbildern aus seinem Bekanntenkreis gestaltet zu haben – oder er betonte, es handele sich um Figuren, die von einer Vielzahl von Vorbildern inspiriert seien (was oft auch zutrifft). Dennoch gibt es umfangreiche Bücher, in denen diese Vorbilder entschlüsselt werden. Siehe hierzu: Vorbilder für Prousts Figuren.

## Entstehung und Publikation

### Vorgeschichte
In seinem Roman über den Schriftsteller Jean de Santeuil (geschrieben 1895 bis 1899) versuchte Proust, den Übergang vom Leben zur Kunst zu analysieren. Der Held leidet unter seinem Mangel an Talent, verwirft seine Schriften, doch zufällige starke Eindrücke bewirken bei ihm intensive Erlebnisse, die ihn immer wieder an seine Manuskripte zwingen. Dieser Roman, der nie vollendet und erst nach Prousts Tod publiziert wurde, enthält autobiographische Züge des kränkelnden Proust, der noch kein bedeutendes literarisches Werk vorzuweisen hatte. Doch Jean Santeuil blieb ein Amalgam aus Fragmenten, beeinflusst von den Sichtweisen Baudelaires, Chateaubriands und Nervals. Darin stieß er jedoch noch nicht zu seiner Theorie der Erinnerung vor. Dies geschah erst tastend bei seinem nächsten literarischen Versuch.
Die meisten seiner Bekannten sahen in Proust nur den Gesellschaftsmenschen, kaum jemand einen ernstzunehmenden Literaten. Seine regelmäßigen Besuche der exklusiven Pariser Salons während seiner Studienzeit in den 1890er Jahren hatten Proust zu einem scharfsinnigen Beobachter der Großbourgeoisie gemacht, deren Bild er in Artikeln für die Tageszeitung Le Figaro zeichnete. Detailliert berichtete er über die geselligen Zusammenkünfte in den Salons von Madame Straus, der Witwe des Komponisten Georges Bizet und Mutter von Prousts Schulfreund Jacques Bizet, von Madame Arman de Caillavet, der Geliebten von Anatole France, von Lydie Aubernon, die ihre Gäste zu offenherzigen Diskussionen über heikle Themen ermunterte und Amateurtheater aufführen ließ, sowie von Madeleine Lemaire, einer Malerin, in deren Salon Künstler, Literaten, Musiker, Politiker und namhafte Adlige verkehrten. Aus diesen bildungsbürgerlichen Salonnièren und ihren Gästen sollte Proust später in seinem Roman die Figur der Madame Verdurin und ihres intimen Salons destillieren. Doch einstweilen hatten ihm seine Zeitungsartikel nur den Ruf eines „Hofberichterstatters“ eingetragen. Dies verstärkte noch seine Frustration über seine fehlende literarische Produktivität, die er im Santeuil schon verarbeitet hatte, ohne mit dem Ergebnis zufrieden zu sein. Dazu kam der Tod der Eltern 1903 bzw. 1905 sowie sein sich verschärfendes Asthma. Für mehrere Jahre verfiel er in eine Depression. Im Dezember 1905 unterzog er sich einer Therapie bei Paul Sollier.

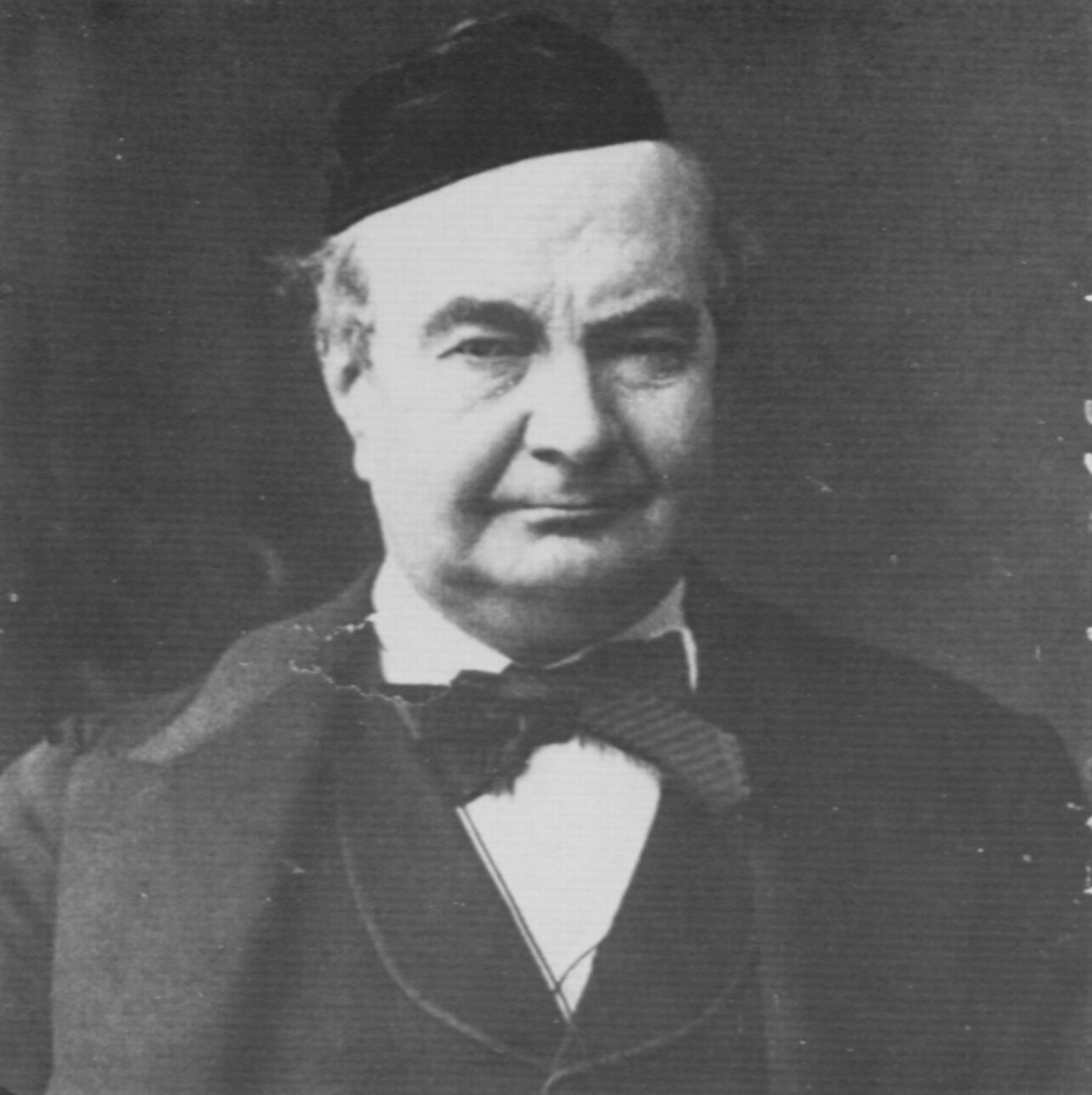
Charles-Augustin Sainte-Beuve (1804–1869)

Anfang 1908 inspirierte ihn die Affäre um den Chemiker Clément Georges Lemoine (1841–1922), der behauptet hatte, Diamanten herstellen zu können, zu einer Serie von Pastiches, die er im Figaro publizierte (Pastiches et mélanges). Im Stil diverser französischer Schriftsteller berichtete er über die „Affaire Lemoine“, wobei er auch Charles-Augustin Sainte-Beuve parodierte. Angeregt dadurch, machte er sich ab Ende 1908 und im Lauf des Jahres 1909 an die Konzeption und Ausarbeitung eines Essays, der den Titel Contre Sainte-Beuve tragen sollte. Dessen Literaturtheorie sah Proust als platten und langweiligen Literarischen Realismus an; ähnlich sahen es auch Honoré de Balzac, Friedrich Nietzsche oder später Theodor W. Adorno („bequemer second hand-Realismus des menschlich Näherbringens und versierte Oberflächlichkeit“). Bei den Vorarbeiten zu diesem literaturtheoretischen und philosophischen Kommentar entwickelte Proust seine Theorie der Erinnerung, die er dem Leser in Form einer literaturkritischen Konversation präsentieren wollte. Um sie noch anschaulicher zu machen, plante er aber bald, dem theoretischen Teil eine kurze, beispielhafte Erzählung voranzustellen.

### Vom Essay zum Roman

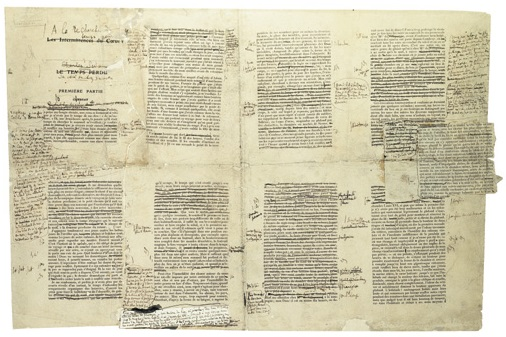
Gedruckter Vorabzug von À la recherche du temps perdu: Du côté de chez Swann mit handschriftlichen Ergänzungen Prousts

Er beginnt diesen Erzähl-Teil mit der Schilderung seines Einschlafens beim Lesen und des anschließenden traumhaften Fortspinnens des Gelesenen. Es folgen Phasen des Aufwachens und Wiedereinschlafens, bei denen ihm Erinnerungsfetzen an ganz andere, frühere Orte kommen, wo er eingeschlafen und wieder aufgewacht war, wobei er sekundenlange, wirre Wachträume hatte, die neue Assoziationsketten hervorrufen. „Ein Mensch, der schläft, zieht im Kreis um sich den Faden der Stunden, die Ordnung der Jahre und der Welten.“
So ruft er sich nun Kindheitserlebnisse in Erinnerung; sie spielen in den Ferien bei seinen Großeltern auf dem Land, wobei er den Ort Illiers in Combray umbenennt. Dabei erscheint mit Swann ein alter Freund der Familie, der aus ländlicher Bürgerlichkeit in höchste gesellschaftliche Zirkel in Paris aufgestiegen war, ohne sich dies anmerken zu lassen. Von hier aus nimmt die Erzählung ihren Fortgang, wobei unwillkürliche Erinnerungen die willentlichen ablösen. Zugleich entwarf Proust Textpartien für den geplanten Kritik-Teil mit Argumenten für eine Gegenthese gegen Sainte-Beuves Realismus. Bereits im Mai 1908 listete er in einem Brief an seinen Freund Louis d’Albuféra, einen Nachfahren von Napoleons gleichnamigem Marschall, die Themen auf, welche den Essay prägen sollten: Ein Versuch über Adel, Paris, Sainte-Beuve und Flaubert, die Frauen, die Homosexualität (mit dem Zusatz „pas facile à publier“ – nicht leicht zu publizieren), gotische Kirchenfenster, Grabsteine und eine Studie über den Roman. Eine ähnlich wuchernde Themenvielfalt prägte zeitgleich in der bildenden Kunst den blumig-phantasievollen Eklektizismus des Jugendstils. In kleinen Pastiches ebenso wie in breiten Selbstreflexionen fängt Proust die Atmosphäre des Fin de Siècle ein: Leichtlebigkeit, Frivolität und Dekadenz der oberen Schichten, dazu Anflüge von Weltschmerz, Lebensüberdruss, Faszination von Tod und Vergänglichkeit (vor allem beim Ich-Erzähler selbst), und ein allgemeines Schwanken zwischen Aufbruchsstimmung, Zukunftseuphorie, Zukunftsangst und Endzeitstimmung.
Der politische Zeithorizont seiner Entstehung wirkte sich ebenfalls auf den Roman aus, insbesondere eine Reihe von Affären, die den diskurshistorischen Hintergrund der Erzählung bilden, ohne dass das Werk explizit die großen Themen verhandelt. Von 1907 bis 1909 wurde in ganz Europa laufend über die in Deutschland tobende Harden-Eulenburg-Affäre berichtet, nachdem seit 1893 die Dreyfus-Affäre die französische Öffentlichkeit 13 Jahre lang beschäftigt hatte. 1895 hatte zudem der Oscar Wilde-Prozess stattgefunden, durch den der Schriftsteller zu zwei Jahren Zuchthaus mit Zwangsarbeit verurteilt worden war; Wilde verbrachte danach die letzten drei Jahre seines Lebens in Paris, wo Proust ihm begegnete. Diese Affären rührten an Sensibilitäten, die Proust persönlich betrafen, die Diffamierung von Homosexuellen und Juden. Ebenfalls seit 1893 kannte er den schwulen Schriftsteller und Dandy Robert de Montesquiou, eine der schillerndsten und selbstverliebtesten Gestalten des Pariser Gesellschaftslebens, der Proust in einige Salons des Adels eingeführt hatte. Montesquiou hatte bereits anderen Schriftstellern als Vorbild für exzentrische Romanfiguren gedient – für den Jean Floreasses des Esseintes in Gegen den Strich (À rebours) von Joris-Karl Huysmans (1884) sowie über diesen Roman zumindest indirekt auch für Oscar Wildes Dorian Gray (1890). Neben Swann und Albertine wurde Montesquiou als Charlus zum dritten großen Helden in Prousts Romanfolge. Seine Cousine, die Comtesse Greffulhe, wurde zum Vorbild für die Herzogin von Guermantes.

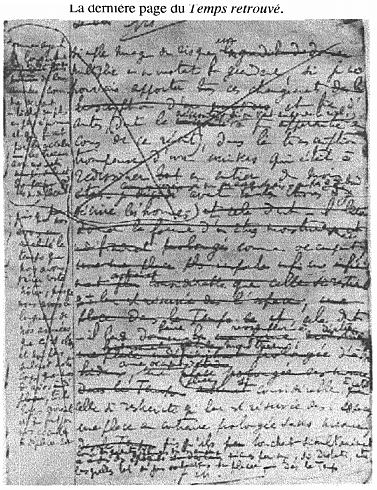
Letzte Seite des letzten Bandes des Manuskripts

Im August 1909 sandte Proust sein Konzept für den Contre Sainte-Beuve an den Publizisten Vallette, der schon seine früheren Ruskin-Übersetzungen publiziert hatte, der es aber ablehnte. Calmette hingegen sagte ihm zu, einen Auszug aus dem Erzählteil im Figaro abzudrucken, was aber nicht geschah. Im Juli 1910 nahm Proust die Arbeit am Manuskript wieder auf. Die begonnene Beispielserzählung, deren Titel Récit d'une matinée (Erzählung eines Morgens) lauten sollte, wuchs sich ab 1910 zu einem mäandernden Roman aus, einem komplexen Netz von Symmetrien, Echos und Reflexionen, wohingegen der theoretische Teil, eine Zettelsammlung mit Fragmenten des auflösenden kritischen Dialogs, 1911 in eine literarische Konversation anlässlich einer Matinée bei der Herzogin von Guermantes umgeschrieben wurde, die den Arbeitstitel Le Temps retrouvé (Die wiedergefundene Zeit) erhielt. So schrieb Proust das letzte Kapitel der gesamten Romanfolge unmittelbar nach dem ersten. Aus beiden wurde jeweils ein Band; zeitlich liegen sie weit auseinander, doch nehmen sie vielfach aufeinander Bezug – und zwischen beide schob er nach und nach noch fünf weitere Bände. Die Auflösung im letzten Kapitel des letzten Bandes erfolgt dabei invers zu den Erlebnissen vom Anfang des ersten Bandes. Während eingangs zunächst Schlaflosigkeit willentliche Erinnerung auslöst und anschließend der Geschmack eines Madeleine-Biskuits unwillkürliche Erinnerung, geht es am Ende umgekehrt: unebene Pflastersteine, das Geklapper von Löffeln, eine gestärkte Serviette lösen eine Kaskade von Flashbacks aus, durch die der Ich-Erzähler sich zurückversetzt fühlt zu längst vergangenen Diners in Anwesenheit derselben Personen, während die bewusste Wahrnehmung der nach langen Kriegsjahren sichtlich gealterten Gesellschaft und die willentliche Erinnerung an ihre frühere Erscheinung, ebenso wie die überraschend umgestülpten sozialen Ränge, die den Anwesenden nunmehr eingeräumt werden, die Wirkung des Zeitablaufs illustrieren. Mit diesen zwei Zeitlichkeiten schließt sich der Kreis: die irreversible des Lebens und die reversible der Kunst, die damit zum transzendierten, wahren Leben wird; der Erzähler fixiert die verlorene Zeit in der überzeitlichen Wahrheit der Kunst – und wird vom bloßen Beobachter dadurch zum Künstler.

### Der wachsende Roman

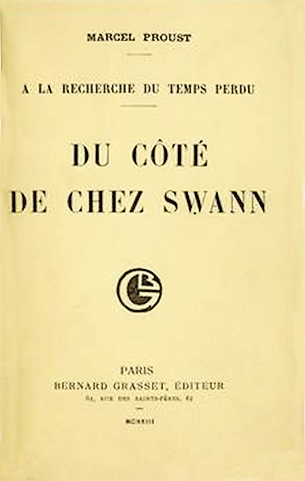
Erstausgabe bei Grasset (1913)

1912 sandte Proust die bis dahin entstandenen 700 Seiten, die Hälfte davon bereits von seinem Sekretär maschinengeschrieben, an den Verlag Éditions Fasquelle, unter dem neuen Arbeitstitel Le Temps perdu (Die verlorene Zeit), das in die Kapitel Combray, Un amour de Swann und Nom de pays gegliedert war. Er kündigte ein Werk von voraussichtlich 1 250 Seiten an, das den Übertitel Les Intermittences du cœur (Aussetzer des Herzens) tragen sollte und in die Bände Le Temps perdu und Le Temps retrouvé zu gliedern wäre, möglicherweise mit noch einem weiteren Band dazwischen. Gleichzeitig sandte er das Typoskript an Gaston Gallimard für dessen Zeitschrift Nouvelle Revue Française, der es aber nach einem negativen Votum seines Lektors André Gide ablehnte. Im März 1912 druckte der Figaro einen Auszug aus Combray ab. Anfang 1913 lehnte auch der Verleger Paul Ollendorff das Manuskript ab, mit den Worten: „Vielleicht bleibe ich beim Schmirgeln hängen, aber ich kann nicht verstehen, wie ein Herr dreißig Seiten damit verbringen kann, zu beschreiben, wie er sich in seinem Bett hin und her wälzt, bevor er einschläft.“ Im November 1913 publizierte schließlich der kleine Verlag Éditions Bernard Grasset einen ersten Band unter dem Titel Du côté de chez Swann. Da er aus technischen Gründen nur etwa 500 Seiten umfassen konnte, während das Manuskript 800 ergeben hätte, musste Proust die Liebesgeschichte des Ich-Erzählers mit Gilberte Swann zerschneiden und einen Abschluss improvisieren. Auf der Rückseite des Bandes wurden zwei weitere Bände angekündigt, mit den Titeln: Le côté de Guermantes und Le temps retrouvé, wobei Letzterer ein Eingangskapitel mit dem Titel À l’ombre des jeunes filles en fleurs sowie ein Kapitel mit dem Titel Les Intermittences du cœur enthalten sollte. Im Juni und Juli 1914 erschienen kürzere Auszüge aus dem inzwischen vorangeschrittenen Manuskript in der Nouvelle Revue Française.
Der geplante Zwischenband wuchs sich zu fünf weiteren Bänden aus, wobei neue, laufend gemachte Lebenserfahrungen frische Motive in den Roman einführten. Prousts Chauffeur um 1907 und Sekretär seit 1912, Alfred Agostinelli, war mit ihm in einer vielschichtigen, komplizierten Beziehung verbunden. Er fertigte das Typoskript des ersten Bandes an. Nur zwei Wochen nach dem Vertrag über dessen Publikation verschwand Agostinelli Anfang Dezember 1913 plötzlich. Im Mai 1914 kam er bei einem Flugunfall ums Leben. Abgetaucht war er unter dem Pseudonym „Marcel Swann“. Proust stürzte erneut in eine tiefe Depression. Doch entschied er sich bald, seine stürmische Beziehung mit Agostinelli für den Roman fruchtbar zu machen und schuf nach dem Vorbild seines klugen und sensiblen Freundes die Romanfigur Albertine.

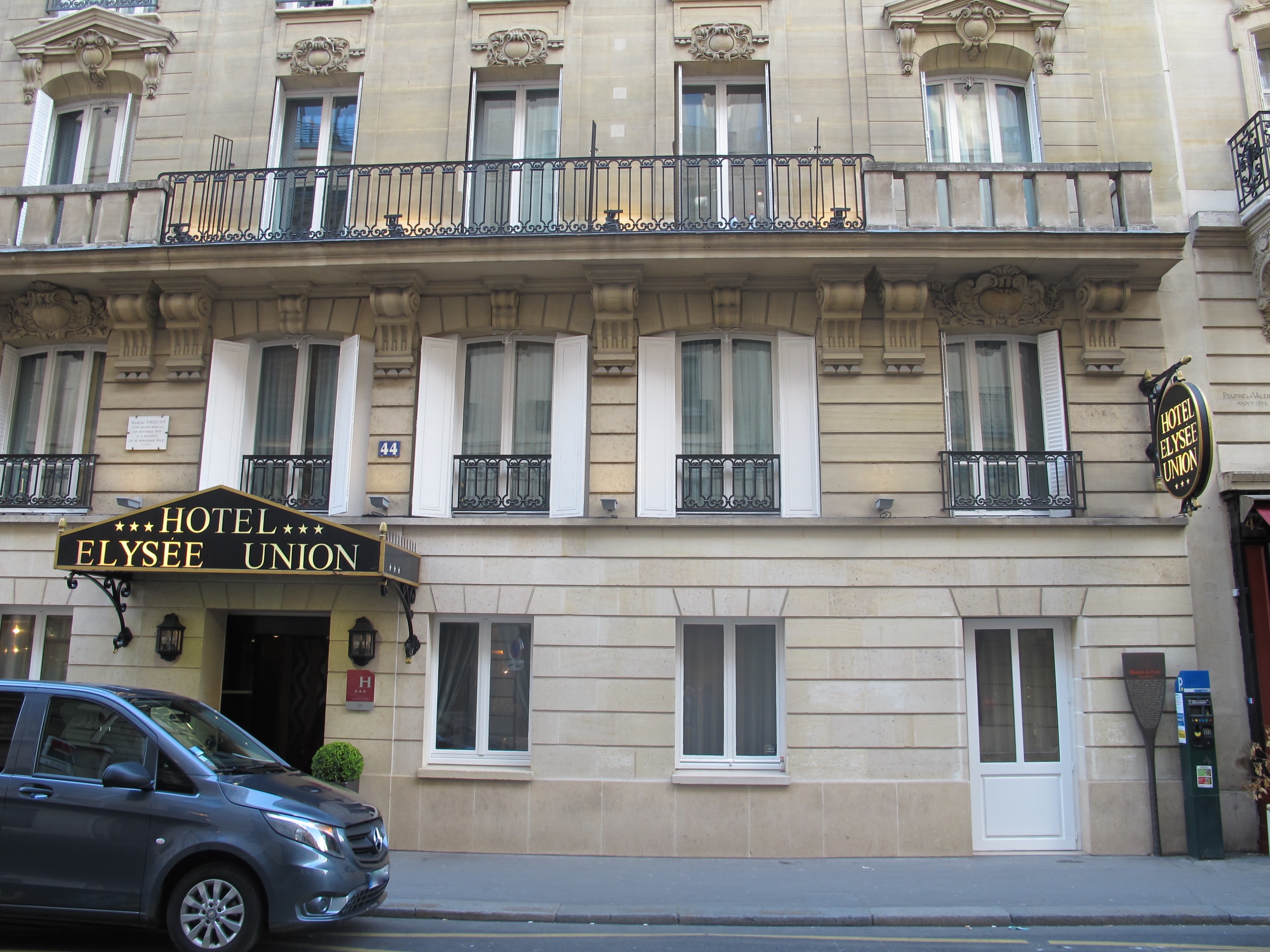
44, Rue de l'Amiral Hamelin, Paris. Hierher zog Proust 1919 und starb hier 1922.

Der Ausbruch des Ersten Weltkrieges im August 1914 verhinderte für die nächsten vier Jahre jegliche Publikation und gab Proust damit genügend Zeit, die Romanfolge fortzuführen. Sogleich konzipierte er den Romanband Albertine disparue (Die Entflohene). Auch fügte er Albertine, ankündigend, in die bereits geschriebenen Entwürfe für die vorausgehenden Bände À l’ombre des jeunes filles en fleurs, Le côté de Guermantes und Sodome et Gomorrhe ein. Die Eifersuchtsszenen, die Proust mit Agostinelli erlebt hatte, schildert der Ich-Erzähler minutiös bezüglich Albertine. Die Haushälterin Céleste Albaret trat 1914 ihre Stellung bei Proust an. Sie half ihm nicht nur beim Haushalt, sondern wurde auch seine engste Vertraute und Mitarbeiterin, die ihm seine Manuskripte ordnete – und ging ihrerseits als Figur in den Roman ein, ebenso wie viele andere Bekannte Prousts (siehe: Vorbilder für Prousts Figuren).
1916 gelang es dem Verleger Gallimard, Proust dem Verleger Grasset abspenstig zu machen und für seine Literaturzeitschrift La Nouvelle Revue Française zu gewinnen; treibende Kraft dabei war deren Redaktionssekretär Jacques Rivière; Gide bereute längst seine ursprüngliche Ablehnung. Nach dem Ende des Ersten Weltkriegs erschienen dort der zweite Band der Recherche im November 1918, À l’ombre des jeunes filles en fleurs (Im Schatten junger Mädchenblüte), und Anfang 1919 eine Neuauflage von Du côté de chez Swann, die beide jedoch erst im Sommer 1919 in den Verkauf gelangten. Prousts ursprünglicher Plan, die gesamte Romanfolge auf einmal zu publizieren, hatte sich längst als undurchführbar erwiesen, obwohl er während des Krieges an verschiedenen Teilen des geplanten Folge- sowie des Schlussbandes weitergearbeitet hatte, die dann aufgrund wachsender Länge wiederum in mehrere Bände unterteilt werden mussten. Proust sah dem Erscheinen des nächsten Zwischenbandes, der Mädchenblüte, daher mit etwas Bangen entgegen, doch die unerwartete Auszeichnung mit dem Prix Goncourt im Dezember 1919 ermutigte ihn, in epischer Breite weiterzuschreiben anstatt möglichst rasch zum Schlussband mit der Auflösung zu gelangen. Unzufrieden war er nur mit der „gedrängten“ Druckweise der Bücher und dass die Auflage mit der Nachfrage nicht Schritt hielt. Prousts ererbtes Vermögen, von dem er lebte, war nach dem Krieg erheblich geschmälert.
Die folgenden Bände Le côté de Guermantes (Die Welt der Guermantes) und Sodome et Gomorrhe erschienen 1920/21. Der Schriftsteller hatte zeitweise geplant, die gesamte Romanfolge Sodom und Gomorrah zu nennen, beschränkte sich dann damit aber auf einen der Bände. An den Druckfahnen korrigierte, strich, überschrieb und ergänzte Proust stets umfangreich. Sein sich verschärfendes Asthma-Leiden stellte ihm täglich seine Sterblichkeit vor Augen, eine ständige Angst, die ihn – da er sein Thema und seine Form endlich gefunden hatte – über Jahre hinweg zu fast manischer Schreibtätigkeit antrieb, einer regelrechten Arbeitswut, der er meist nachts im Bett nachging, während er tagsüber schlief. Sein Schlaf- und Arbeitszimmer hatte er mit rohen Korkplatten ausschlagen lassen, die den Straßenlärm dämpfen und zudem anti-allergen sein sollten. Die Vollendung des Riesenwerkes wurde zum Wettlauf mit der Zeit; jedes geschriebene Kapitel, letztlich aber die Vollendung des Ganzen, erschien Proust als ersehnter Sieg über den Tod. An den letzten drei Bänden arbeitete Proust bis zum letzten Tag ohne innezuhalten. Der letzte Band, ursprünglich nur der Darlegung der Theorie der Erinnerung in einer literaturkritischen Konversation gewidmet, welche zugleich den Schlüssel zur ganzen Romanfolge bildet, spielt dieser Band nun nach dem Krieg und illustriert auch den Verfall der gesamten zuvor geschilderten Gesellschaftswelt durch die kriegsbedingten Umwälzungen. Der Kindheitsort Combray ist zerstört (zu diesem Zweck wurde er eigens aus der Gegend südwestlich von Paris in die Kriegsgebiete im Nordosten Frankreichs verlegt), die gesellschaftliche Hierarchie ebenfalls, die gesamte Realität des Romans ist vergangen, ihr „Wiederauffinden“ ein Prozess des Erinnerns. Eher unerwartet erkrankte Proust im November 1922 an einer akuten Lungenentzündung, der er am 18. November erlag. Die noch nicht final überarbeiteten Bände erschienen posthum: La prisonnière 1923, Albertine disparue 1925 und Le temps retrouvé 1927.

## Rezeption

### Rezeption in Frankreich

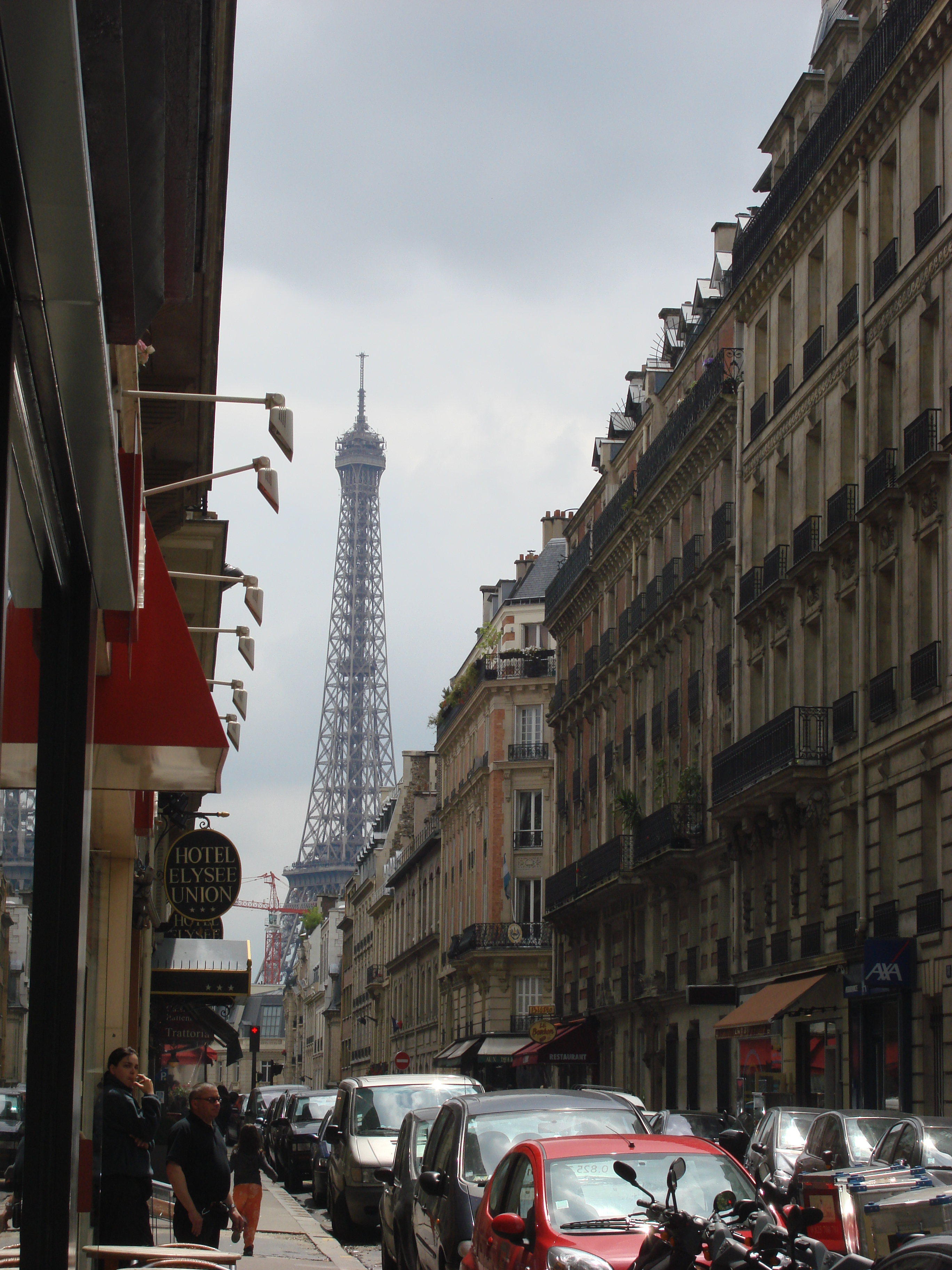
Blick von Prousts Wohn- und Sterbehaus zum Eiffelturm

Der erste Band, Du côté de chez Swann, wurde nach seiner Publikation durch den Verlag Éditions Bernard Grasset 1913 von der Kritik überwiegend ablehnend aufgenommen, teils aufgrund der Person des Autors, den man für einen bloßen Salonreporter hielt, teils aus Verkennung des Konzepts und schließlich wegen einer großen Anzahl von Druckfehlern. Nur einige Freunde Prousts bewerteten den Roman positiv, wie Jean Cocteau, Lucien Daudet oder der Maler Jacques-Émile Blanche. Zeitgleich mit der Auslieferung erschien in der Tageszeitung Le Temps ein Gespräch mit Proust, in dem er seine Zeit-Theorie, die Figuren und seinen Stil erläuterte. Im Feuilleton desselben Blattes verriss aber am 10. Dezember 1913 der Literaturkritiker Paul Souday den Roman. Er beklagte die Banalität von Kindheitserinnerungen, die Dunkelheit und Dschungelhaftigkeit der Schreibweise, stilistische Fehler, die Unwahrscheinlichkeit der Liebe von Swann, die Überflüssigkeit und Indenzenz der sadistischen Szene in Montjouvain, wo die Tochter des verstorbenen Musikers Vinteuil gemeinsam mit ihrer Geliebten das Andenken ihres überfürsorglichen Vaters schändet usw. Er verglich zwar den Roman mit englischen Werken, etwa von Charles Dickens oder John Ruskin (von dem Proust Übersetzungen publiziert hatte), doch beklagte er die Unordnung und einen Mangel an Komposition. Die Nouvelle Revue Française von Gallimard, der selbst das Manuskript abgelehnt hatte, druckte eine durchwachsene Kritik von Henri Ghéon, der – wie die meisten Kritiker – eine gewisse Wahllosigkeit und einen Mangel an Organisation glaubte feststellen zu müssen. Proust rechtfertigte sich in Briefen an Souday und Ghéon. Lediglich der junge Redaktionssekretär der Novelle Revue, Jacques Rivière, vermutete einen dogmatischen Charakter und eine geheime Komposition des Werkes. Proust schrieb ihm einen bewegten Dankesbrief und wies darauf hin, dass das Lektorat von Grasset etwa ein Drittel des Textes gestrichen hatte. (Der gestrichene Teil erschien erst 1918 bei Gallimard und bildet die ersten zwei Drittel des zweiten Bandes, Im Schatten junger Mädchenblüte.) Rivière und André Gide, der als Lektor zuvor noch das negative Votum des Verlags der Nouvelle Revue formuliert hatte, boten Proust nun dennoch einen Verlagswechsel von Grasset zu Gallimard an, den dieser aber zunächst ablehnte und erst 1916 vollzog.
Auch noch nach dem Erscheinen von À l’ombre des jeunes filles en fleurs Ende 1918 beklagte der Kritiker Jacques Boulenger eine „komplette Abwesenheit von Komposition“. Proust antwortete ihm, eine rigorose architektonische Konstruktion der Romanfolge werde noch deutlich erkennbar werden, sobald die übrigen Bände publiziert seien. Tatsächlich hatte er die Auflösung der noch nicht erkennbaren Gesamtkomposition im abschließenden Band Le temps retrouvé bereits 1911 ausformuliert, doch auf diesen mussten die Leser von Swanns Welt ab 1913 noch lange warten; er erschien erst fünf Jahre nach Prousts Tod 1927.
Der Literaturwissenschaftler Antoine Compagnon schrieb im Vorwort zur Gallimard-Ausgabe des ersten Bandes 1987: „Die organische Solidarität von Anfang und Ende... war jedoch so notwendig, so tief verankert wie die äußersten Säulen eines gewaltigen schwebenden Bogens, dass die Ausbreitung des gesamten „Dazwischen“ – der Welt der Gesellschaft und der Roman über Albertine – nicht ausreichten, um sie zu vernichten“.

### Edition und Rezeption in deutscher Sprache
Der Entdecker Prousts für Deutschland war sicherlich Rainer Maria Rilke, der bereits in einem Brief vom 21. Januar 1914 der Prinzessin Marie-Auguste von Thurn und Taxis die Lektüre des im Herbst zuvor in Frankreich erschienenen ersten Bandes Du côté de chez Swann empfahl und in einem Brief vom 3. Februar 1914 den Verleger Anton Kippenberg aufforderte, unverzüglich die Übersetzungsrechte für den Insel-Verlag zu sichern. Doch der kurz danach ausgebrochene Erste Weltkrieg überschattete für viele Jahre alles. Die erste öffentliche Stellungnahme zu Proust in Deutschland war eine Studie des eminenten Romanisten Ernst Robert Curtius (1886–1956), die erst im Februar 1922 in der Zeitschrift Der Neue Merkur erschien, kurz nachdem die ersten vier Bände in Frankreich publiziert worden waren, und von der Proust begeistert war. Fast zeitgleich (1923, aber Vorwort von Oktober 1922) erschien Victor Klemperers Die moderne französische Prosa, ein Studientext, in dem er Proust mit einem Ausschnitt aus Swann vorstellt (der letzte Abschnitt von Combray I) und die Passage vom »ungeheuren Bauwerk der Erinnerung« (WS, S. 70) mit den Worten kommentiert: »Man könnte die Formel aufstellen: Baudelaire + Bergson, doch ohne Bergsons Religiosität« (S. 301). Prousts literarische Bedeutung hat er offenbar nicht erkannt, obwohl er ihm die »Schluss- und Gipfelstellung« gibt: »Man wird in Marcel Prousts reichem und lockerem Skizzenbuch der modernen Seele kaum die große moderne französische Dichtung schlechthin sehen dürfen. Zu viel kühles und beklemmendes Spiel, zu viel bloßes Anschauen der Welt ohne den Versuch, einen Höhenweg in ihr zu finden, zu viel Religionslosigkeit der Haltung befremden mehr als der Verzicht auf Komposition eines Ganzen, als die Neuheit des Technischen. Aber ein Zeugnis für die Möglichkeiten der Verschmelzung von Romantik und Klassik ist das vielbändige und vielfältige Werk und weiter ein Zeugnis für den unversieglichen Reichtum und das ständig strömende Werden der französischen Dichtung« (S. 71f).
Einem breiteren deutschen Publikum wurde À la recherche du temps perdu eigentlich erst 1925 durch Curtius’ umfangreichen Essay Marcel Proust bekannt gemacht, der die ersten fünf Bände zum Gegenstand hat und als Teil seiner Monographie Französischer Geist im neuen Europa erschien (Einzeldruck 1955 bei Suhrkamp). Die Verzögerung lag freilich ebenfalls an Curtius, der es verstand, sein Territorium zu verteidigen und Proust dazu zu bewegen, allen Übersetzungsversuchen, so 1922 für die Tägliche Rundschau, eine Absage zu erteilen, weil sie nicht Curtius’ Beifall fanden. Auf Anfrage des Berliner Verlages Die Schmiede, ob denn nicht Curtius selbst eine Gesamtübersetzung erstellen wolle, lehnte dieser jedoch ab. Nach diesem »Korb« betraute der Verlag den Philologen Rudolf Schottlaender (1900–1988) mit der Übersetzung und publizierte 1926 den ersten Band der SvZ unter dem Titel Der Weg zu Swann in zwei Teilbänden. Diese Ausgabe wurde – man ist versucht zu sagen: erwartungsgemäß – von Curtius so unmäßig verrissen, dass auf Druck von Gallimard der deutsche Verlag die Fortführung des Vorhabens an Walter Benjamin (1882–1940) und Franz Hessel (1880–1941) übertrug. Deren Band II, Im Schatten der jungen Mädchen, erschien 1927. Nachdem der Berliner Verlag 1929 den Betrieb einstellen musste, übernahm der Piper-Verlag München das Proust-Projekt; hier erschien 1930 in der Benjamin/Hessel-Übersetzung (in zwei Teilbänden) der dritte Band, Die Herzogin von Guermantes. Der heraufziehende Nationalsozialismus setzte dem Versuch, einen ausländischen und zudem „halbjüdischen Autor“ in Deutschland zu publizieren, ein Ende; das Manuskript zur Übersetzung von Sodome et Gomorrhe, das Notizen Benjamins zufolge bereits 1926 fertig gewesen sein soll, ist verschollen.
1953 verkaufte der Verleger Peter Suhrkamp sein Haus in Kampen auf Sylt an das Verlegerehepaar Axel und Rosemarie Springer, um liquide genug zu sein, die Rechte an der deutschen Übersetzung vom Piper-Verlag erwerben zu können. Hier war wohl auch der Suhrkamp-Autor Hermann Hesse ein moralischer Motor, der schon seit 1925 gedrängt hatte, die »Gespinste dieses zarten Dichters«  endlich vollständig ins Deutsche zu übertragen. Noch im gleichen Jahr stellte Suhrkamp die Literaturwissenschaftlerin Eva Rechel-Mertens (1895–1981), die bei Ernst-Robert Curtius promoviert hatte, in seinem Verlag ein mit dem ausschließlichen Auftrag, eine Neu- bzw. Erstübersetzung von À la recherche du temps perdu zu erstellen; diese wurde 1957 abgeschlossen. Die Hilfsmittel, die ihr als Angestellte in einem Verlag zur Verfügung standen, erklären das erstaunliche Tempo, mit dem sie sich ihrer Aufgabe entledigte. Doch noch während Rechel-Mertens mit dem ersten Band beschäftigt war, erschien in Frankreich in Gallimards Reihe La Pléiade eine von Pierre Clarac und André Ferré überarbeitete, textkritisch kommentierte Neuausgabe der Recherche, die Rechel-Mertens dann ihrer Übersetzung zugrunde legte, notgedrungen erst nach dem ersten Band; dass der erste Band noch auf der Erstausgabe beruht, ist jedoch nicht weiter problematisch, da bei diesem Band die Unterschiede zwischen dem Text der Erstausgabe und der Clarac/Ferré-Fassung ohnehin marginal sind. Die erneute umfassende Revision des französischen Textes durch Jean-Yves Tadié in den 1980er Jahren, die sich vor allem durch Neufassungen in den Texten der postumen Bände auszeichnete, machte allerdings auch eine Überarbeitung der deutschen Übersetzung erforderlich. Diese Aufgabe übernahmen Luzius Keller und Sybilla Laemmel 1994–2004 im Rahmen einer Gesamtausgabe der Werke Prousts bei Suhrkamp, die zudem mit Editionsberichten, Anmerkungsapparat, Namenverzeichnis und Bibliographie ausgestattet wurde.
1996 und 2001 erschienen bei dtv Hanno Helblings Übersetzungen der Vorabdrucke aus der SvZ unter den Titeln Der gewendete Tag bzw. Albertine.
2002 legte der Autor Michael Kleeberg mit Combray eine Übersetzung der ersten Hälfte des ersten Bandes vor, der 2004 die zweite Hälfte unter dem Titel Eine Liebe Swanns folgte.
Von 2013 bis 2017 erschien eine umfangreich kommentierte Neuübersetzung durch Bernd-Jürgen Fischer in sieben Bänden bei Reclam.
Einen detaillierten, katalogartigen Überblick über die Proust-Rezeption in Deutschland bis 2002 liefert George Pistorius: Proust in Deutschland.
Die Suche nach der verlorenen Zeit gehört zu den wenigen Werken der Weltliteratur, die das tiefe, dauerhafte, stets Neuigkeiten zutage fördernde „Eintauchen in eine eigene Welt“ ermöglichen, vergleichbar etwa einigen der großen Romane von Thomas Mann, weshalb an Schauplätzen des Romans sogar Museen eingerichtet wurden, die „Maison de Tante Léonie“ („Haus der Tante Léonie“) in Illiers-Combray und die „Villa du Temps retrouvé“ („Villa der wiedergefundenen Zeit“) in Cabourg, ebenso wie diverse Rekonstruktionen von Prousts „Korkzimmer“, etwa mit Teilen des Originalmobiliars im Musée Carnavalet oder in seiner Wohnung Boulevard Haussmann 102. Es haben sich sogar eigene „Fanklubs“ gebildet, wie die 1982 gegründete deutsche Marcel Proust Gesellschaft.

## Weiterführung
In der Forschungsliteratur wurden auch Verbindungslinien von Ingeborg Bachmanns Erzählung von 1961 Ein Schritt nach Gomorrha zu Auf der Suche nach der verlorenen Zeit hervorgehoben. Sigrid Weigel vertrat die Meinung, Ein Schritt nach Gomorrha schließe an das tragische Liebeskonzept Prousts an. In Auf der Suche nach der verlorenen Zeit werde Homosexualität nicht als Gegenstück zur Norm dargestellt, sondern als „partikulare Erfahrung des gesellschaftlich Tabuisierten als Möglichkeitsbedingung für die Wahrnehmung des Allgemeinen“. Diese Perspektive finde sich auch in Bachmanns Erzählung: Charlotte erkenne in Mara ein „Spiegelgeschöpf“, das ihr einen genaueren Blick auf ihre bisherige Liebeserfahrung eröffnet. Bachmann hatte sich in ihrem Radioessay Die Welt Marcel Prousts - Einblicke in ein Pandämonium (1958) mit Proust auseinandergesetzt.

## Madeleine-Effekt
Der gelegentlich auftretende Effekt, dass ein Geschmacks- oder Geruchserlebnis plötzlich ganz bestimmte Erinnerungen hervorruft, wird nach der berühmten Madeleine-Szene als Madeleine-Effekt, Proust-Effekt oder Proust-Phänomen bezeichnet.

## Ausgaben

### Originalausgaben
Der erste Band erschien 1913 bei Grasset und 1919 in leicht veränderter Fassung bei Gallimard. Die übrigen Bände erschienen bei Gallimard. Die letzten drei Bände erschienen postum, wobei Proust aber Band fünf noch selbst korrigiert hatte. Band sieben hatte schon länger vollständig vorgelegen. Band sechs („Albertine disparue“) wurde von Prousts Bruder, dem Arzt Robert Proust, zusammen mit Gallimards Redakteur Jacques Rivière aus dem Nachlass zusammengestellt. 1986 wurde das sog. „Mauriac-Typoskript“, eine vor allem kürzende Überarbeitung des sechsten Bandes von Prousts Hand, unter dem Titel „La Fugitive“ publiziert.
- Du côté de chez Swann. 1913
- À l’ombre des jeunes filles en fleurs. 1918 (im Verkauf ab Sommer 1919, zugleich mit der Neuauflage von Du côté de chez Swann)
- Le côté de Guermantes. 1920/21
- Sodome et Gomorrhe. 1921/22
- La prisonnière. 1923
- Albertine disparue. 1925
- Le temps retrouvé. 1927

### Übersetzung/Gesamtausgaben
Die erste deutsche Gesamtübersetzung stammt von Eva Rechel-Mertens aus den 1950er Jahren. Diese wurde im Rahmen der Frankfurter Ausgabe von Luzius Keller überarbeitet. Beide erschienen in Frankfurt am Main bei Suhrkamp, hatten mehrere Auflagen, auch als Lizenzausgaben in anderen Verlagen.
- 1953–1961: Ausgabe in sieben Bänden:
  - In Swanns Welt
  - Im Schatten junger Mädchenblüte
  - Die Welt der Guermantes
  - Sodom und Gomorra
  - Die Gefangene
  - Die Entflohene
  - Die wiedergefundene Zeit
- 1964: Werkausgabe in 13 Bänden (1.–5. und 7. Band als je zwei Teilbde.).
- 1979: Ausgabe in zehn Bänden, suhrkamp taschenbuch sowie gebunden (2.–4. Band als je zwei Teilbde.).
- 1980: Ausgabe in drei Bänden, erneut 2000 Jubiläumsausgabe.
- 1994–2002.: Frankfurter Ausgabe mit überarbeiteten Titeln, hg. v. Luzius Keller, ISBN 3-518-41385-6:
  - Unterwegs zu Swann. ISBN 3-518-02778-6.
  - Im Schatten junger Mädchenblüte. ISBN 3-518-02780-8.
  - Guermantes. ISBN 3-518-02783-2.
  - Sodom und Gomorrha. ISBN 3-518-41088-1.
  - Die Gefangene. ISBN 3-518-41192-6.
  - Die Flüchtige. ISBN 3-518-41292-2.
  - Die wiedergefundene Zeit. ISBN 3-518-41376-7.

- 2013 hat der Reclam-Verlag, Ditzingen, die Herausgabe einer Neuübersetzung durch Bernd-Jürgen Fischer, der auch die Kommentare verfasst hat, begonnen und sie 2016 abgeschlossen. Im Herbst 2017 ist ein Ergänzungsband mit Einführungen und Registern erschienen (Bernd-Jürgen Fischer: Handbuch zu Marcel Prousts ‘Auf der Suche nach der verlorenen Zeit‘. Stuttgart: Reclam, 2017. ISBN 978-3-15-010982-3).
  - Auf dem Weg zu Swann. 2013. ISBN 978-3-15-010900-7
  - Im Schatten junger Mädchenblüte. 2014. ISBN 978-3-15-010901-4
  - Der Weg nach Guermantes. 2014. ISBN 978-3-15-010902-1
  - Sodom und Gomorrha. 2015. ISBN 978-3-15-010903-8
  - Die Gefangene, 2015. ISBN 978-3-15-010904-5
  - Die Entflohene, 2016. ISBN 978-3-15-010905-2
  - Die wiedergefundene Zeit, 2016. ISBN 978-3-15-010906-9

### Teilausgaben
- Der Weg zu Swann. Übers. Rudolf Schottländer, Die Schmiede, Berlin 1926
- Im Schatten der jungen Mädchen. Übers. Walter Benjamin, Die Schmiede, Berlin 1927
  - Im Schatten der jungen Mädchen. Übers. Walter Benjamin & Franz Hessel. Reihe: W. B., Gesammelte Schriften, Suppl. 2. Suhrkamp, Frankfurt 1987, ISBN 3-518-57875-8.
- Die Herzogin von Guermantes. Roman 3. Übers. Walter Benjamin, Überarb. Franz Hessel. 2 Teile. München, R.Piper 1930 (Online: Teil 1, Teil 2).
  - Marcel Proust. Guermantes. Übers. Walter Benjamin & Franz Hessel. Reihe: Walter Benjamin, Gesammelte Schriften, Suppl. 3. Suhrkamp, Frankfurt 1987, ISBN 3-518-57875-8.
- Combray. Übers. Eva Rechel-Mertens; Reclam, Ditzingen 1989, ISBN 3-15-008620-5.
- Eine Liebe Swanns. Übers. Eva Rechel-Mertens; Suhrkamp, Frankfurt 1995, ISBN 3-518-22185-X.
- Combray. Übersetzung Michael Kleeberg; Liebeskind, München 2002, ISBN 3-935890-06-0.
- Eine Liebe Swanns. Übers. Michael Kleeberg; Liebeskind, München 2004, ISBN 3-935890-22-2.
- Eine Liebe von Swann. Übers. Bernd-Jürgen Fischer; Reclam, Ditzingen 2018, ISBN 978-3-15-020543-3.

### Hörbuch / Hörspiel
- Auf der Suche nach der verlorenen Zeit Teil 1–7 Ungekürzte Gesamtausgabe auf 135 CDs (Lengfeld’schen Buchhandlung, Köln). Sprecher: Bernt Hahn und Peter Lieck, basierend auf der von Eva Rechel-Mertens übersetzten und von Luzius Keller revidierten Frankfurter Ausgabe des Suhrkamp Verlags.[67]
- Auf der Suche nach der verlorenen Zeit Teil 1–7 Gesamtausgabe. CD und MP3-CD bei der Hörverlag als ungekürzte Lesung von Peter Matić, ISBN 978-3-86717-682-8. Das Werk wurde zum „Hörbuch des Jahres 2010“ der Hörbuchbestenliste gekürt und basiert auf der von Eva Rechel-Mertens übersetzten unrevidierten Ausgabe.
- Sodom und Gomorrha, Hörspielproduktion des SWR2 auf der Grundlage der Übersetzung von Bernd-Jürgen Fischer, 2018;  auf 5 CDs, Dhv Der Hörverlag 2018.
- Die Gefangene, Hörspielproduktion des SWR2 auf der Grundlage der Übersetzung von Bernd-Jürgen Fischer; 2020.
- Die Entflohene, Hörspielproduktion des SWR2 auf der Grundlage der Übersetzung von Bernd-Jürgen Fischer; 2022.[68]

## Verfilmungen
- Du côté de chez Swann. Regie Claude Santelli; mit Madeleine Renaud, Marie-Christine Barrault und Isabelle Huppert. Frankreich 1971. (TV)

- Céleste. Regie Percy Adlon; mit Eva Mattes und Jürgen Arndt. Deutschland: Bayerischer Rundfunk, Pelemele Film, 1981.

- Un amour de Swann (dt. Eine Liebe von Swann). Regie Volker Schlöndorff; mit Jeremy Irons und Ornella Muti. Deutschland, Frankreich: Gaumont, 1984.

- Le temps retrouvé (dt. Die wiedergefundene Zeit). Regie Raúl Ruiz; mit Catherine Deneuve, Emmanuelle Béart und John Malkovich. Spanien: Gémini, 1999.

- La Captive (dt. Die Gefangene). Regie Chantal Akerman; mit Sylvie Testud, Stanislaus Merhar und Olivia Bonamy. Frankreich: Gémini, 2000.

- Les Intermittences du cœur. Regie Fabio Carpi; mit Vahina Giocante, Hector Alterio und Assumpta Serna. Italien 2003.

- Ushinawareta toki o motomete. Regie Akihiro Toda; mit Tetsushige Chiba, Saori Hatsuoka und Noritaka Nishimori. Japan 2004.

- Le Baiser de la Matrice. Regie Véronique Aubouy. Frankreich 2009. (Internet)

- Auf der Suche nach der verlorenen Zeit. Regie Nina Companeez; mit Micha Lescot, Caroline Tillette und Didier Sandre. Frankreich 2011 (TV). Dt. Synchronisation 2012 ARTE.

- Die geplante Verfilmung durch Luchino Visconti, die sein letzter Film sowie die Krönung seines Lebenswerkes werden sollte, ist nach dem Dreh von Die Unschuld (L’Innocente) (1976) nicht mehr erfolgt, da Visconti im März 1976 starb. Er hatte jahrzehntelang an dem Drehbuch gearbeitet, jedoch aufgrund seiner berüchtigten Budget-Überschreitungen nie einen Produzenten gefunden.[69]

## Comic
Seit 1998 arbeitet der französische Comic-Zeichner Stéphane Heuet an einer Comic-Adaption des Zyklus.
- Acht Bände sind bisher auf Französisch erschienen bei Delcourt
  - Tome 1: Combray. 1998, ISBN 2-84055-218-3.
  - Tome 2: À l'ombre des jeunes filles en fleurs. Vol. 1, 2001, ISBN 2-84055-381-3.
  - Tome 3: À l'ombre des jeunes filles en fleurs. Vol. 2, 2002, ISBN 2-84055-595-6.
  - Tome 4: Un amour de Swann., Vol. 1, 2007, ISBN 978-2-84789-321-2.
  - Tome 5: Un amour de Swann., Vol. 2, 2008, ISBN 978-2-7560-0962-9.
  - Tome 6: Noms de pays : Le nom, 2012, ISBN 978-2-7560-3521-5.
  - Tome 7:  À l'ombre des jeunes filles en fleurs : Autour de Mme Swann., Vol 1, 2019, ISBN 978-2-413-01111-8.
  - Tome 8:  À l'ombre des jeunes filles en fleurs : Autour de Mme Swann., Vol 2, 2021. ISBN 978-2-413-01112-5.

- Alle acht Bände wurden ins Deutsche übersetzt und sind im Knesebeck Verlag mit folgenden Untertiteln erschienen:
  - Combray, 2010, ISBN 978-3-86873-261-0.
  - Im Schatten junger Mädchenblüte Teil I, 2011, ISBN 978-3-86873-262-7.
  - Im Schatten junger Mädchenblüte Teil II, 2011, ISBN 978-3-86873-263-4.
  - Eine Liebe Swanns Teil I, 2012, ISBN 978-3-86873-264-1.
  - Eine Liebe Swanns Teil II, 2012, ISBN 978-3-86873-265-8.
  - Namen und Orte: Namen, 2014, ISBN 978-3-86873-699-1.
  - Im Schatten junger Mädchenblüte – Im Umkreis von Madame Swann, Teil I, 2020, ISBN 978-3-95728-419-8.
  - Im Schatten junger Mädchenblüte – Im Umkreis von Madame Swann, Teil II, 2022, ISBN 978-3-95728-607-9.

## Beispiele für Rezeption
Zu den Autoren, die sich von Proust inspirieren ließen, gehören unter anderen Robert Musil, James Joyce, Samuel Becket, Walter Benjamin und Gilles Deleuze.
Hannah Arendt beschreibt in ihrem Essay Faubourg Saint-Germain Prousts Figuren in Sodom und Gomorrha als ein Beispiel für die Wurzellosigkeit des assimilierten Judentums in Frankreich. Dessen Verbindung mit dem Adel vermochte den Antisemitismus im Lande nicht zu mäßigen, im Gegenteil.
1998 wurde von Achim Hölter im Suhrkamp-Verlag der Band Marcel Proust - Leseerfahrungen deutschsprachiger Schriftsteller von Theodor W. Adorno bis Stefan Zweig herausgegeben.
Der deutsche Autor Jochen Schmidt veröffentlichte 2008 eine 600-Seiten-Zusammenfassung, „Schmidt liest Proust“, nachdem er ein halbes Jahr jeden Tag 20 Seiten von „Auf der Suche nach der verlorenen Zeit“ gelesen hatte. Dabei fasst er Handlungsläufe zusammen und kombiniert diese Zusammenfassung mit einer eigenen Lese- und Lebenschronik.